# Iszalag

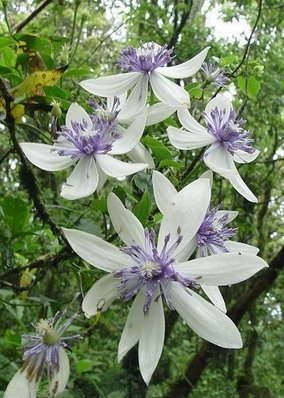
Clematis akoensis

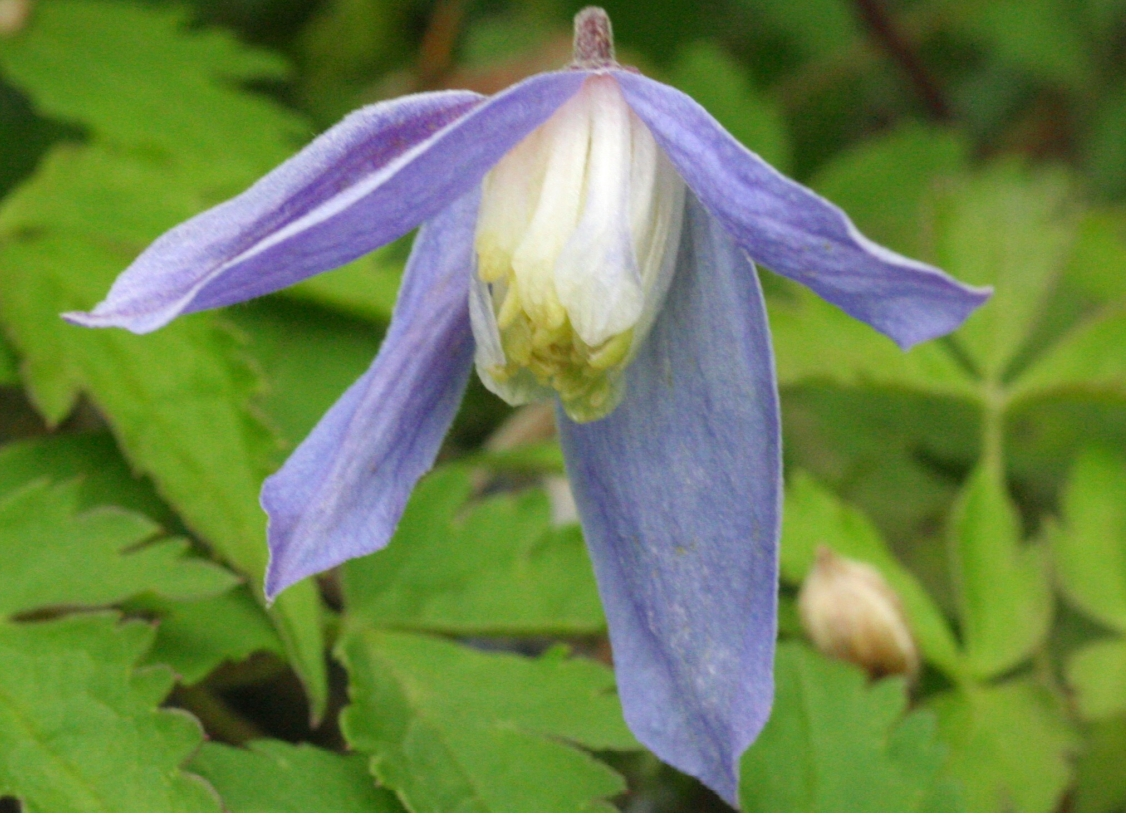
Havasi iszalag (Clematis alpina)

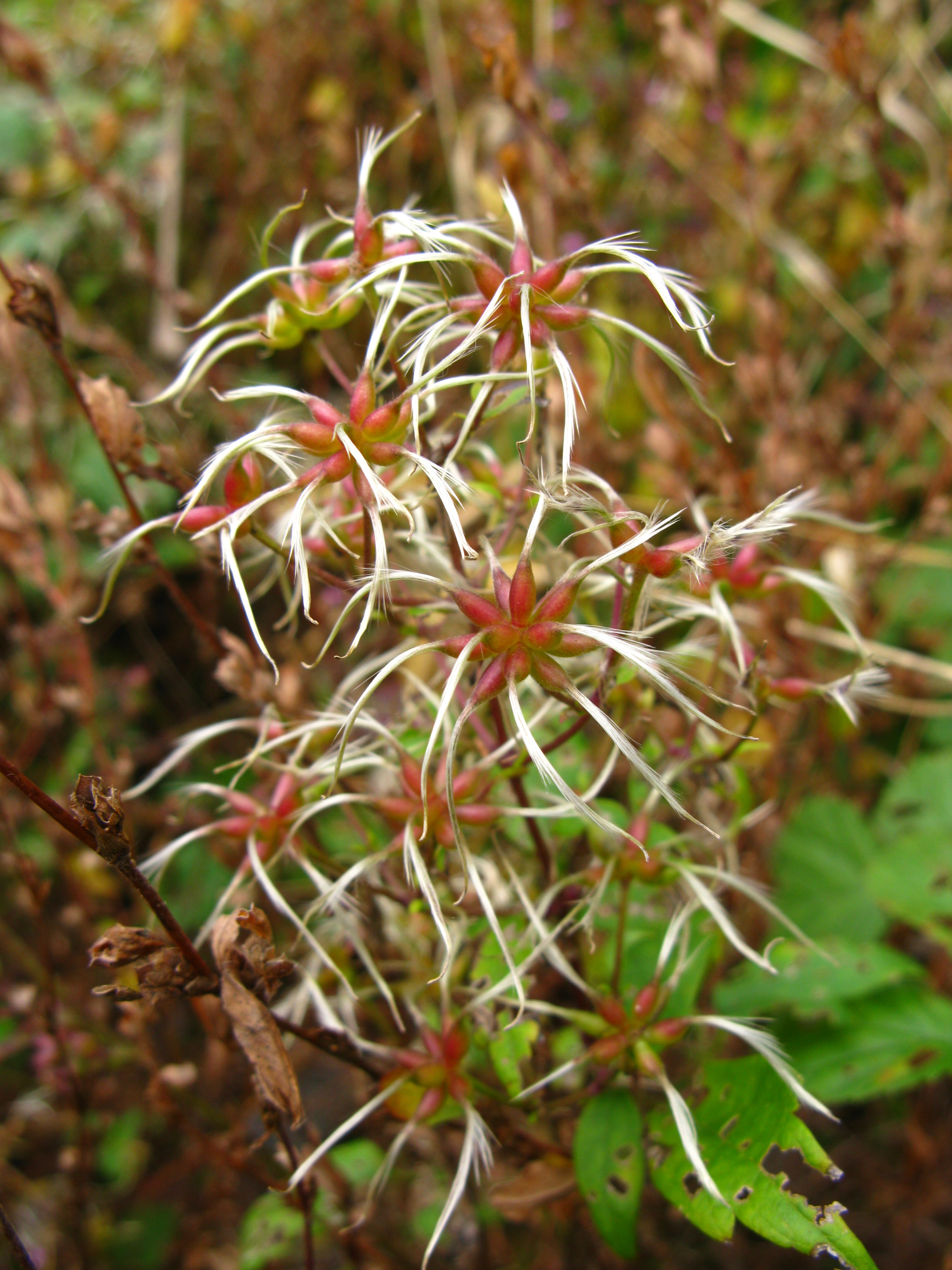
Clematis apiifolia

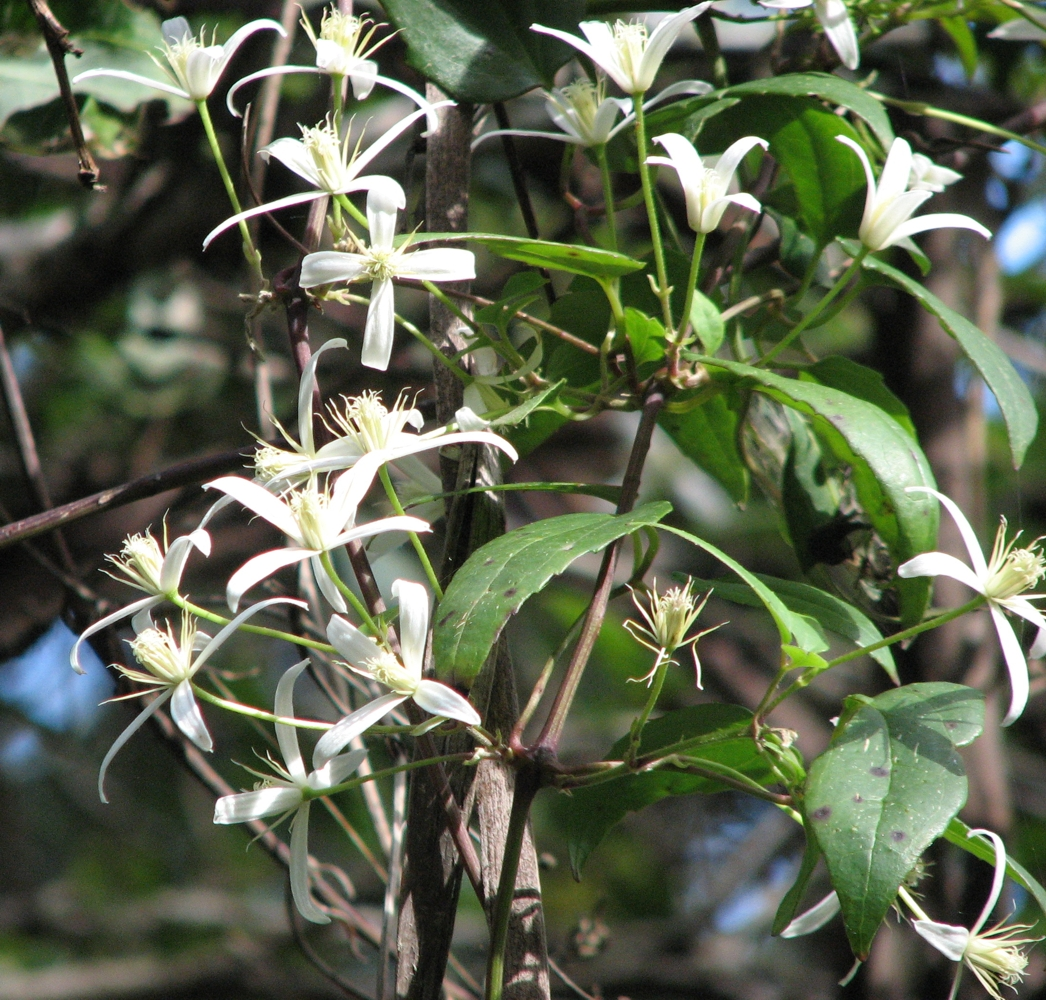
Clematis aristata

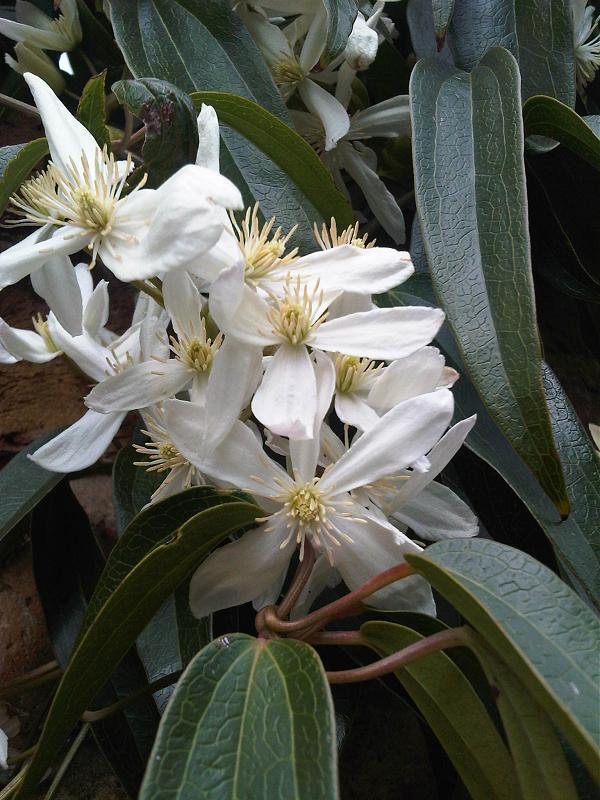
Clematis armandii

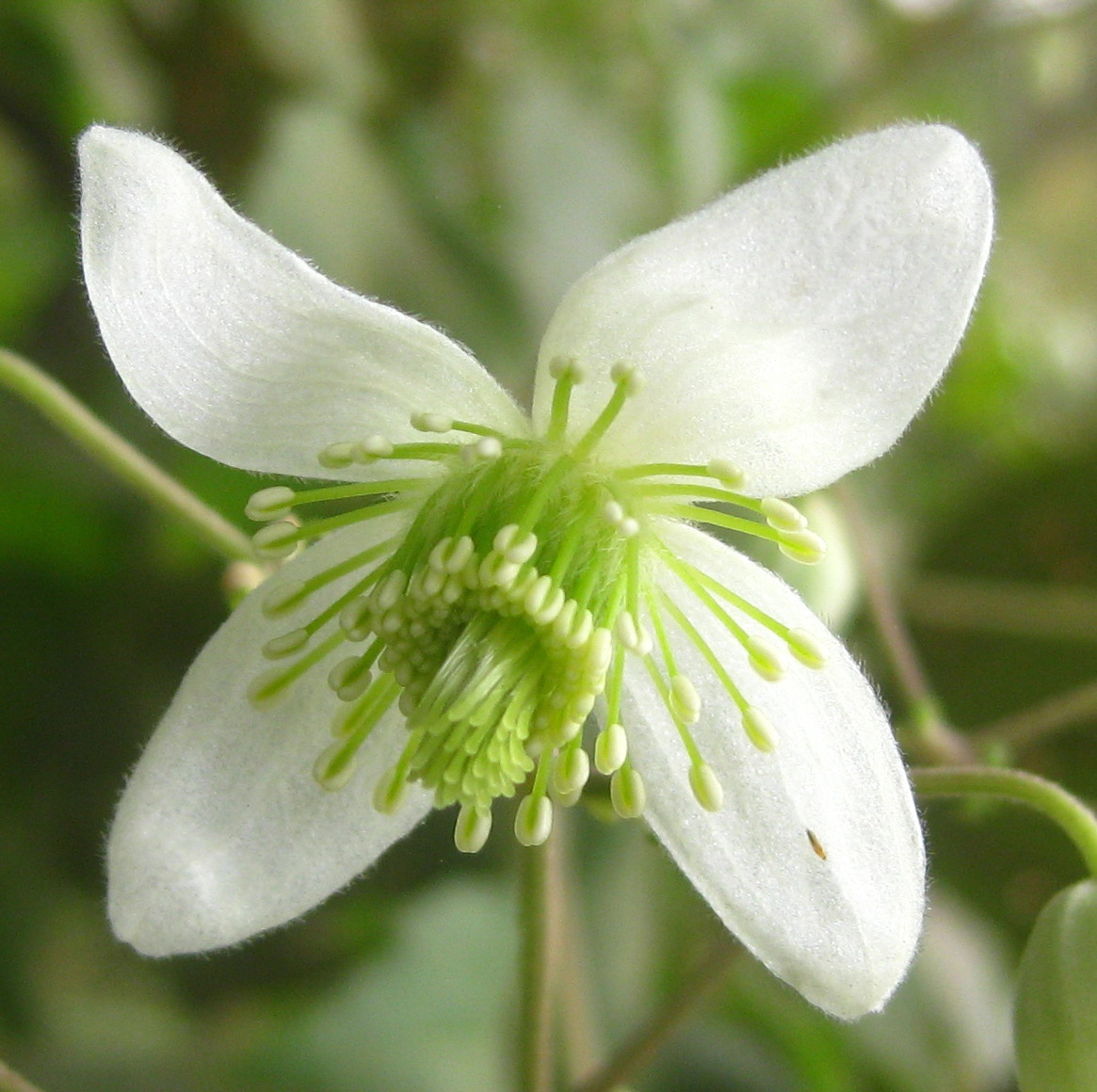
Clematis brachiata

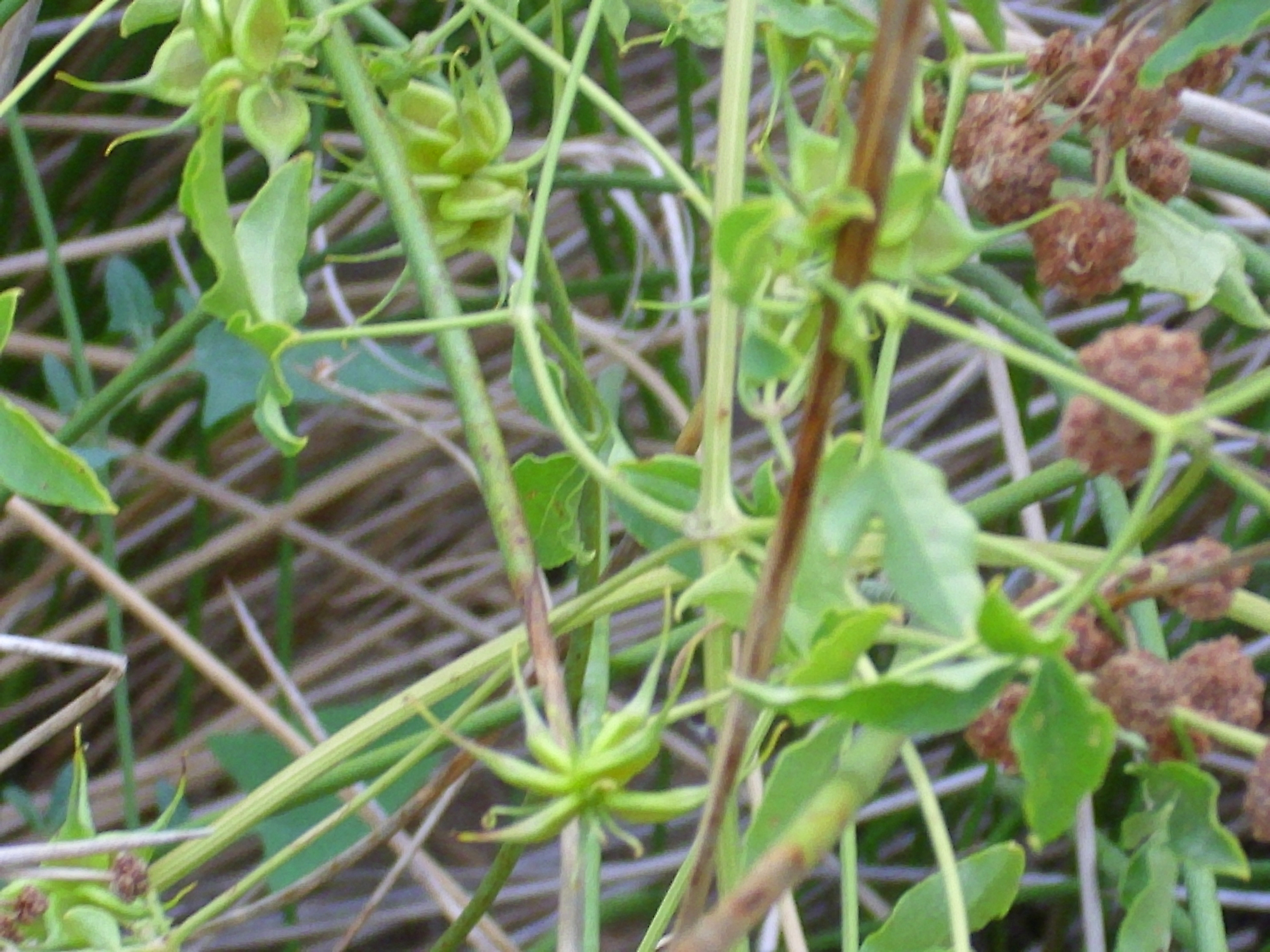
Clematis campaniflora

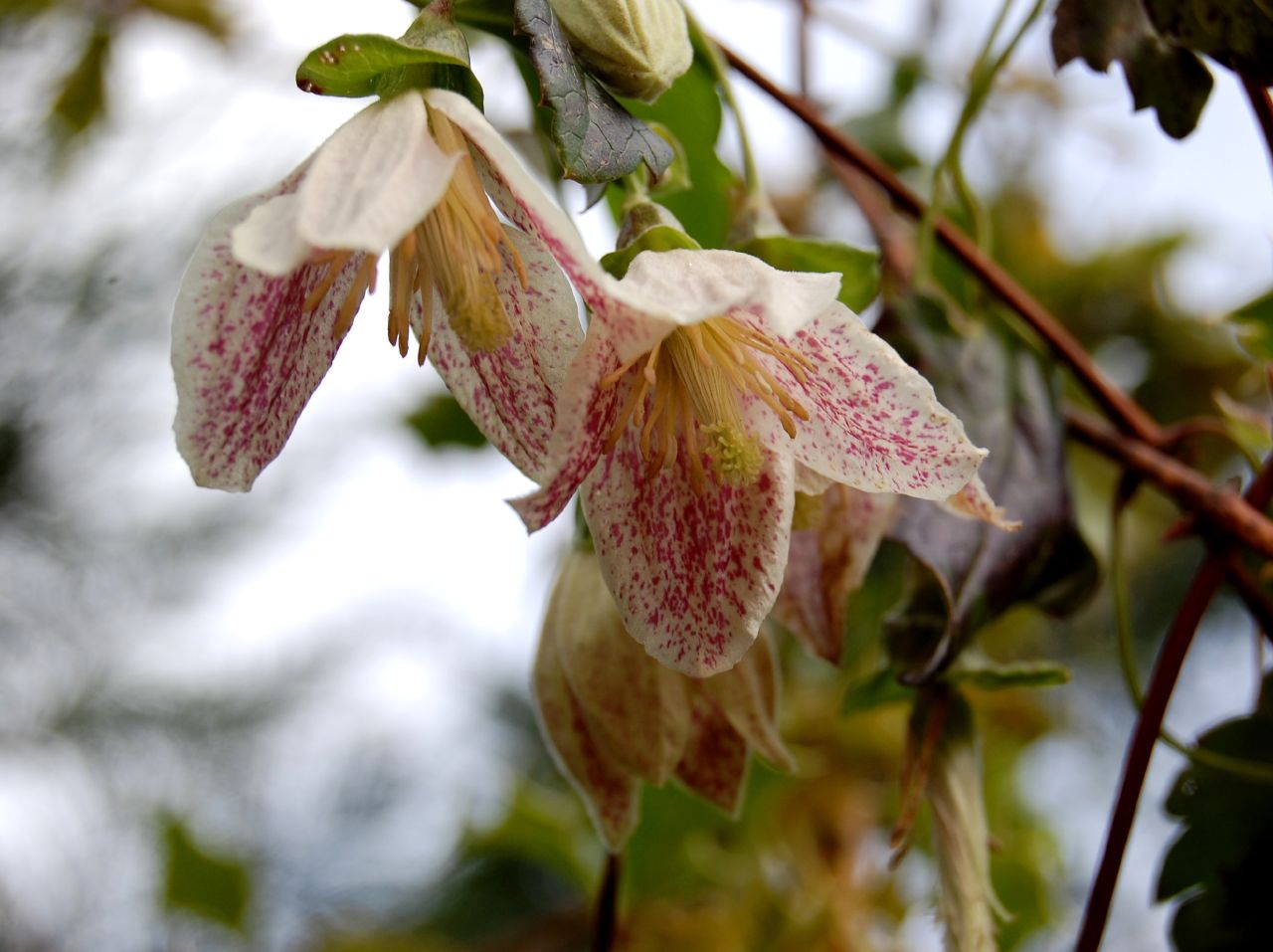
Bolyhos iszalag (Clematis cirrhosa)

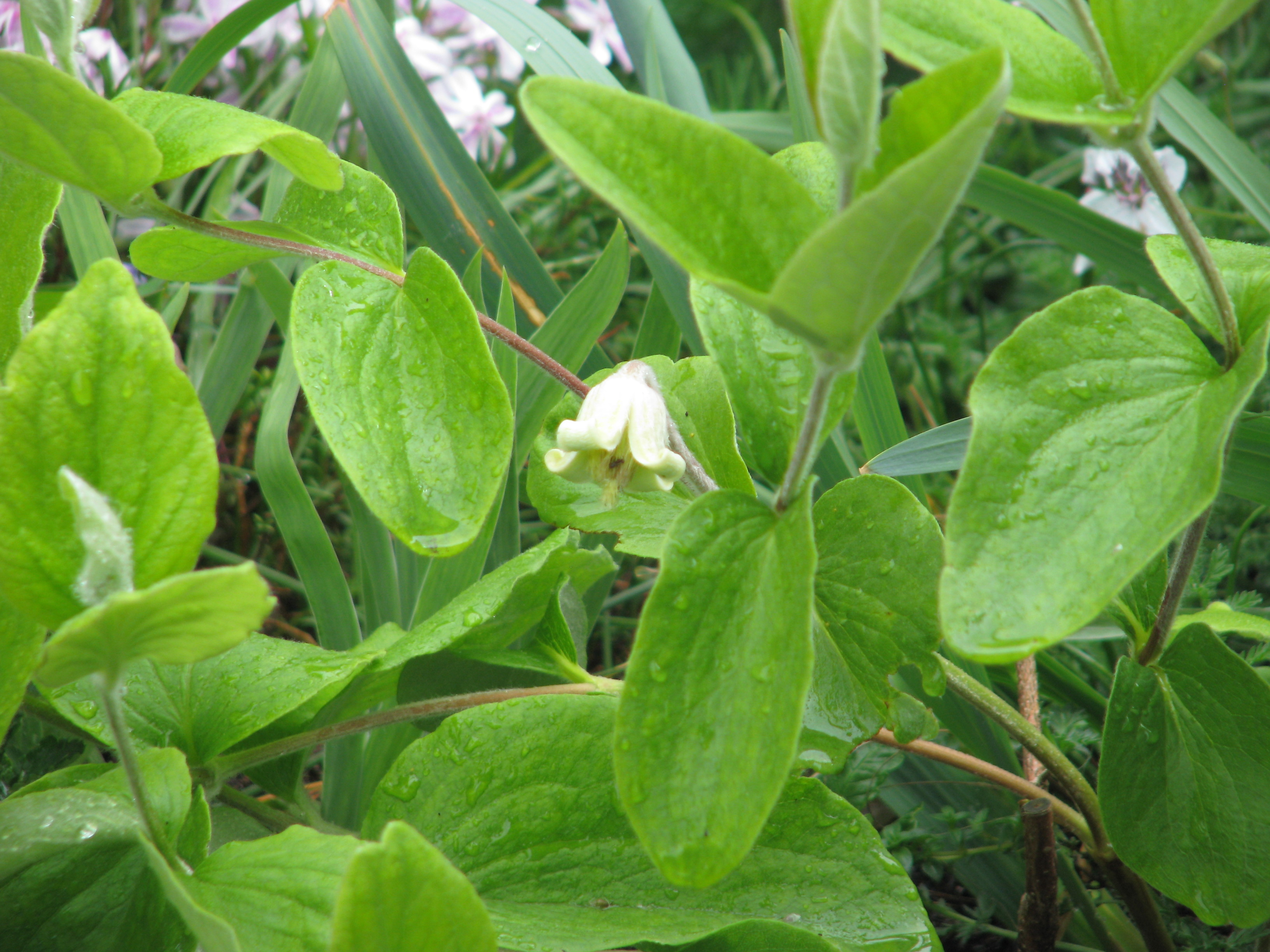
Clematis coactilis

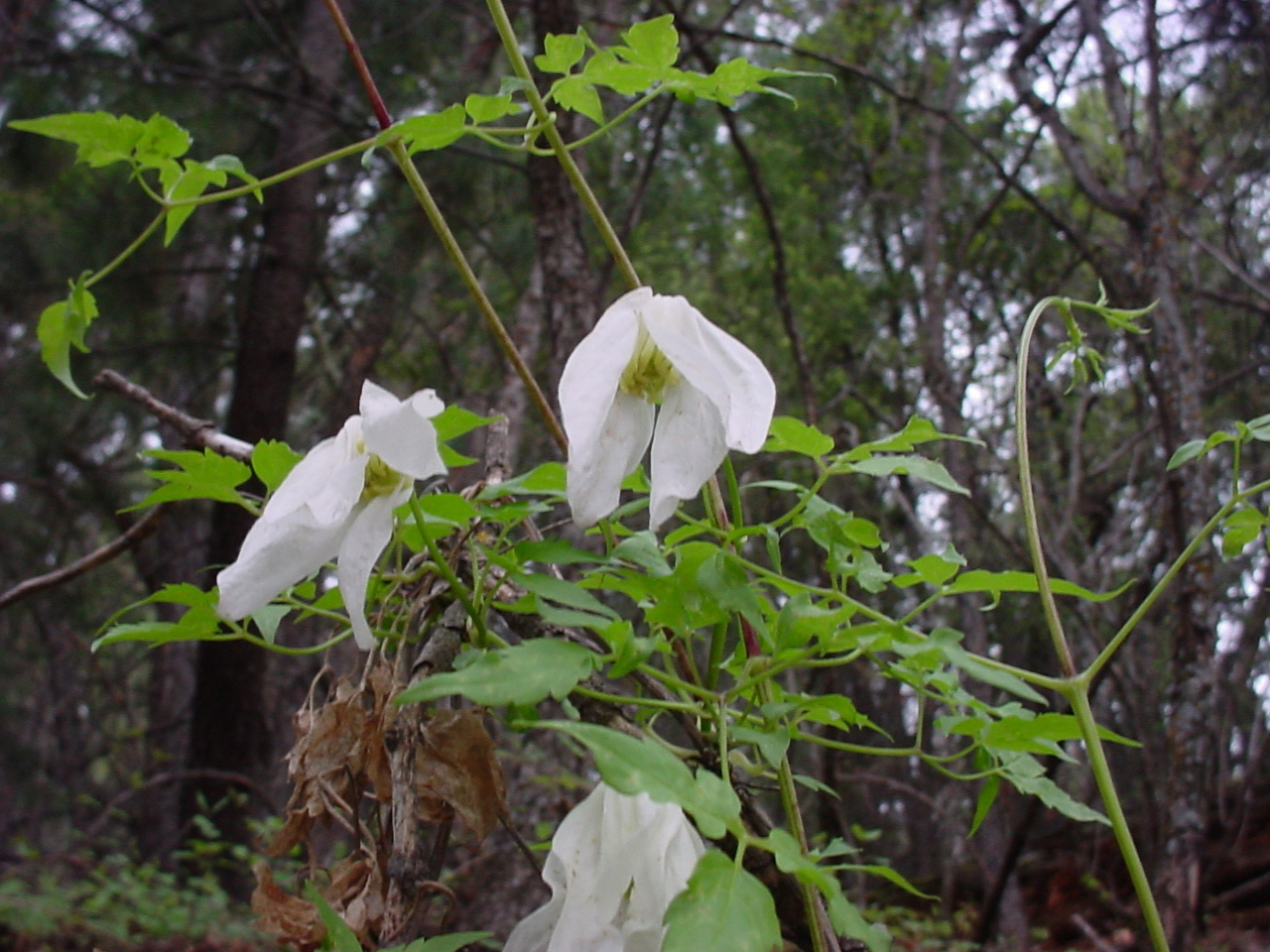
Clematis columbiana

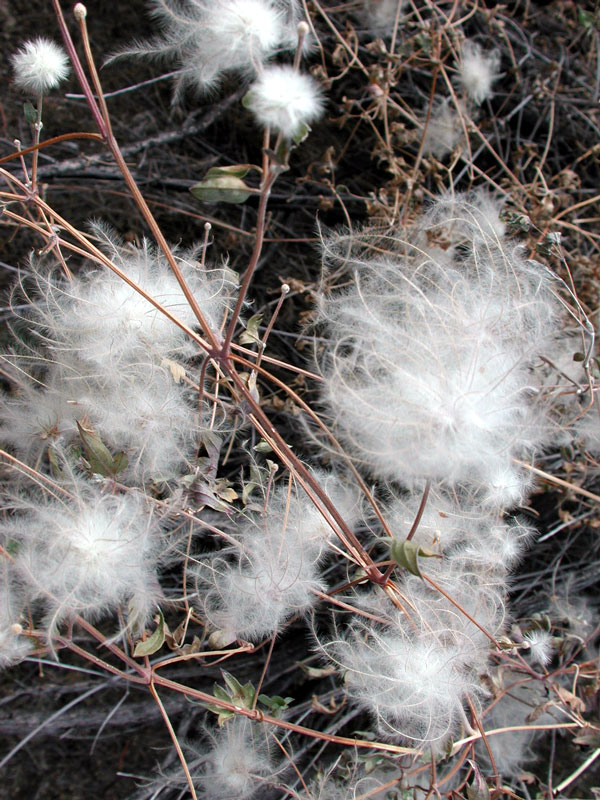
Clematis drummondii

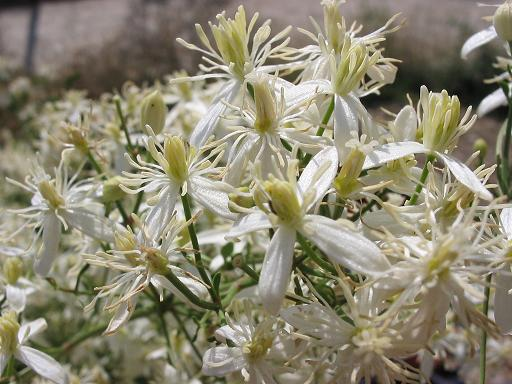
Illatos iszalag (Clematis flammula)

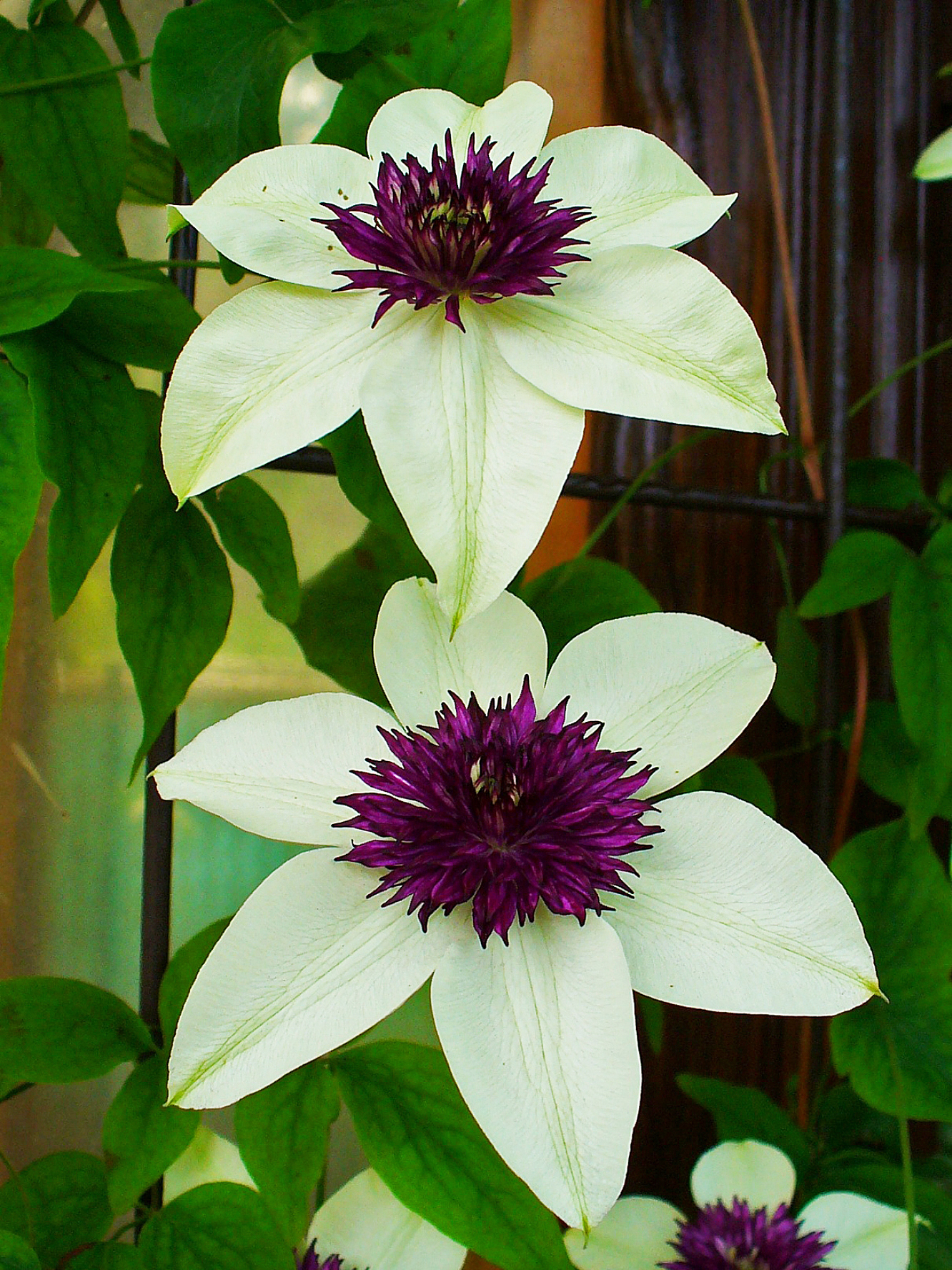
Clematis florida

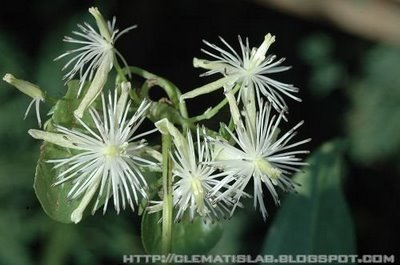
Clematis formosana

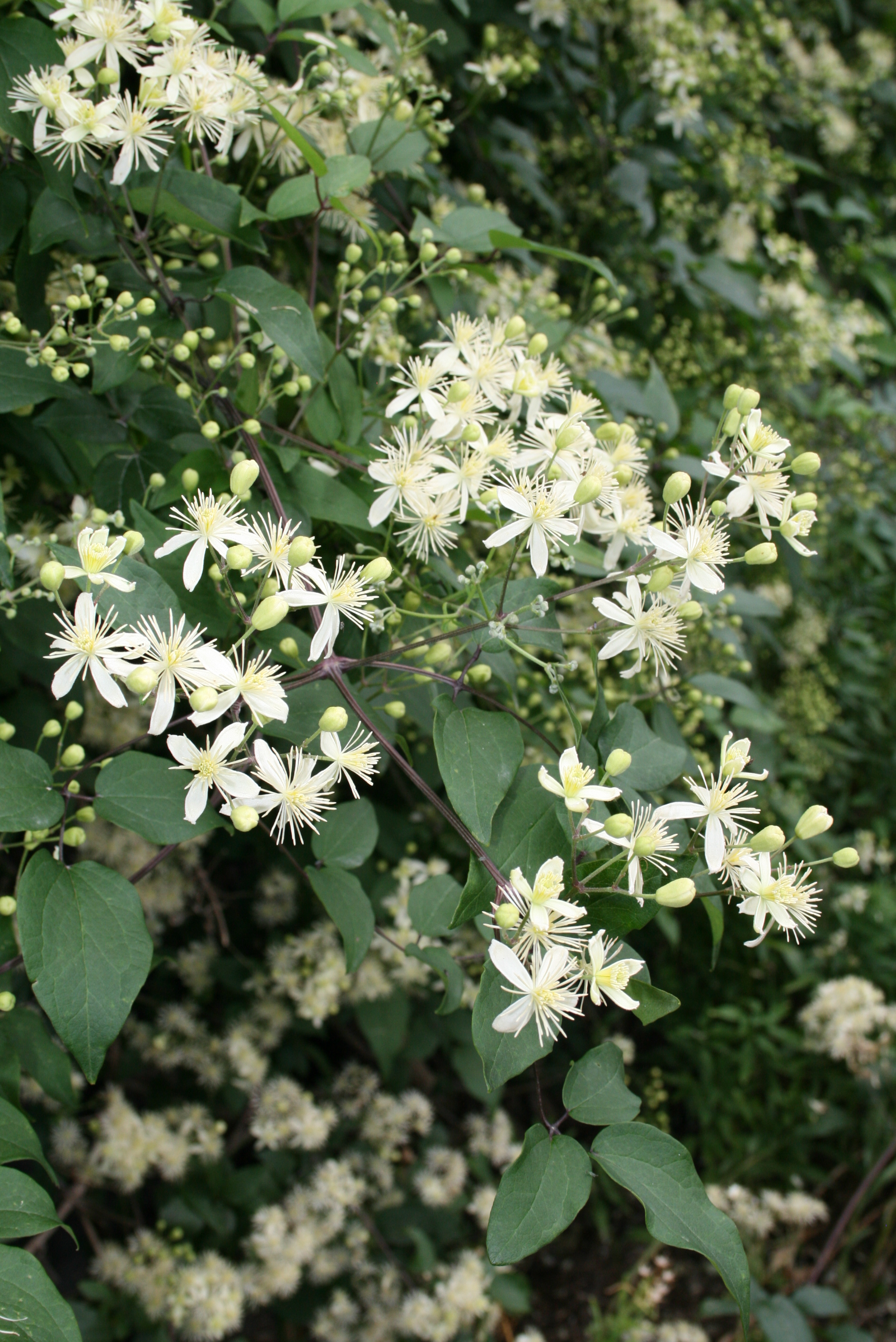
Clematis gouriana

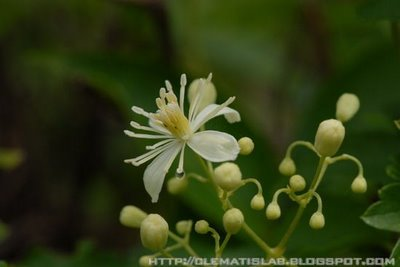
Clematis grata

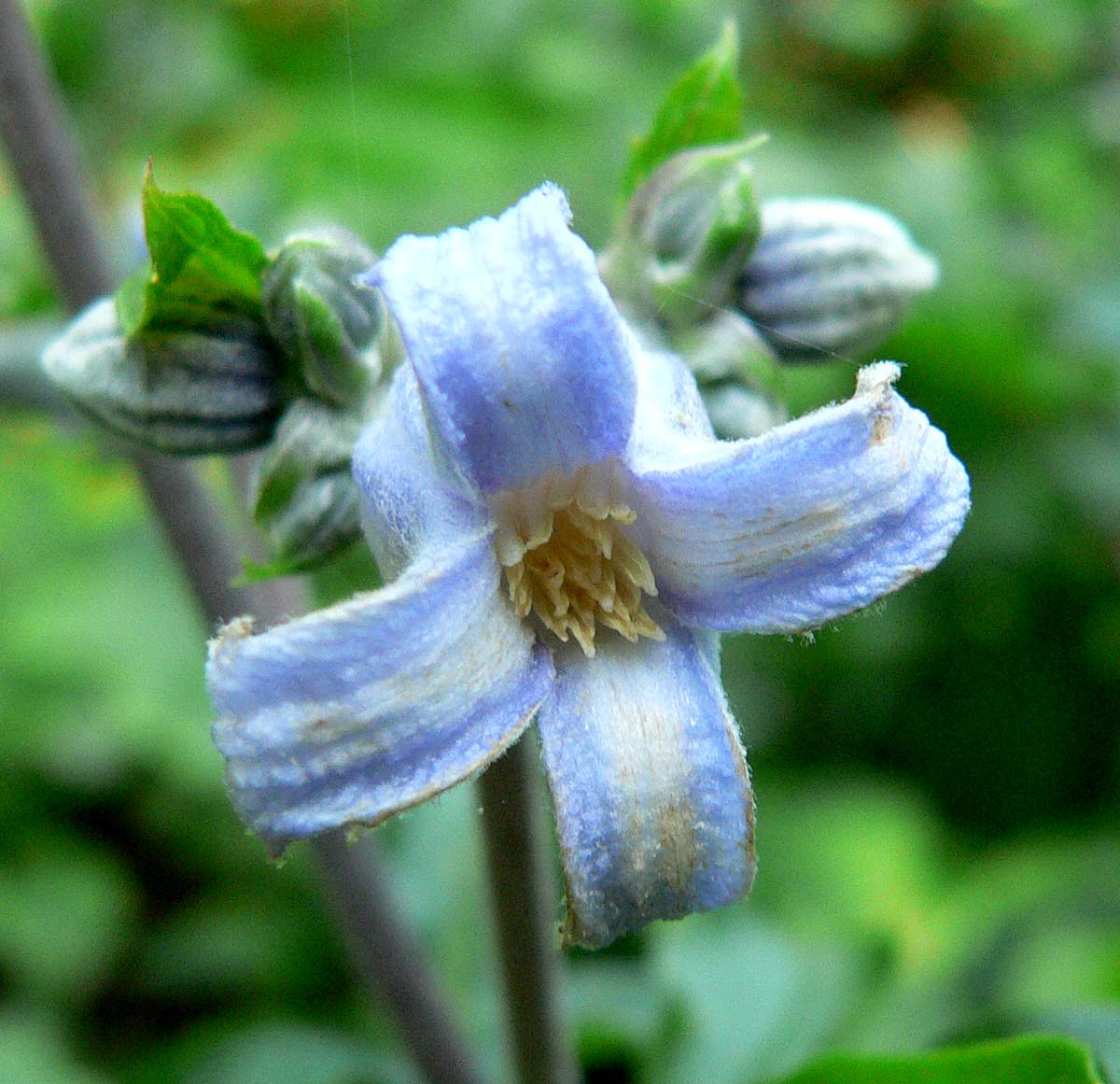
Clematis heracleifolia

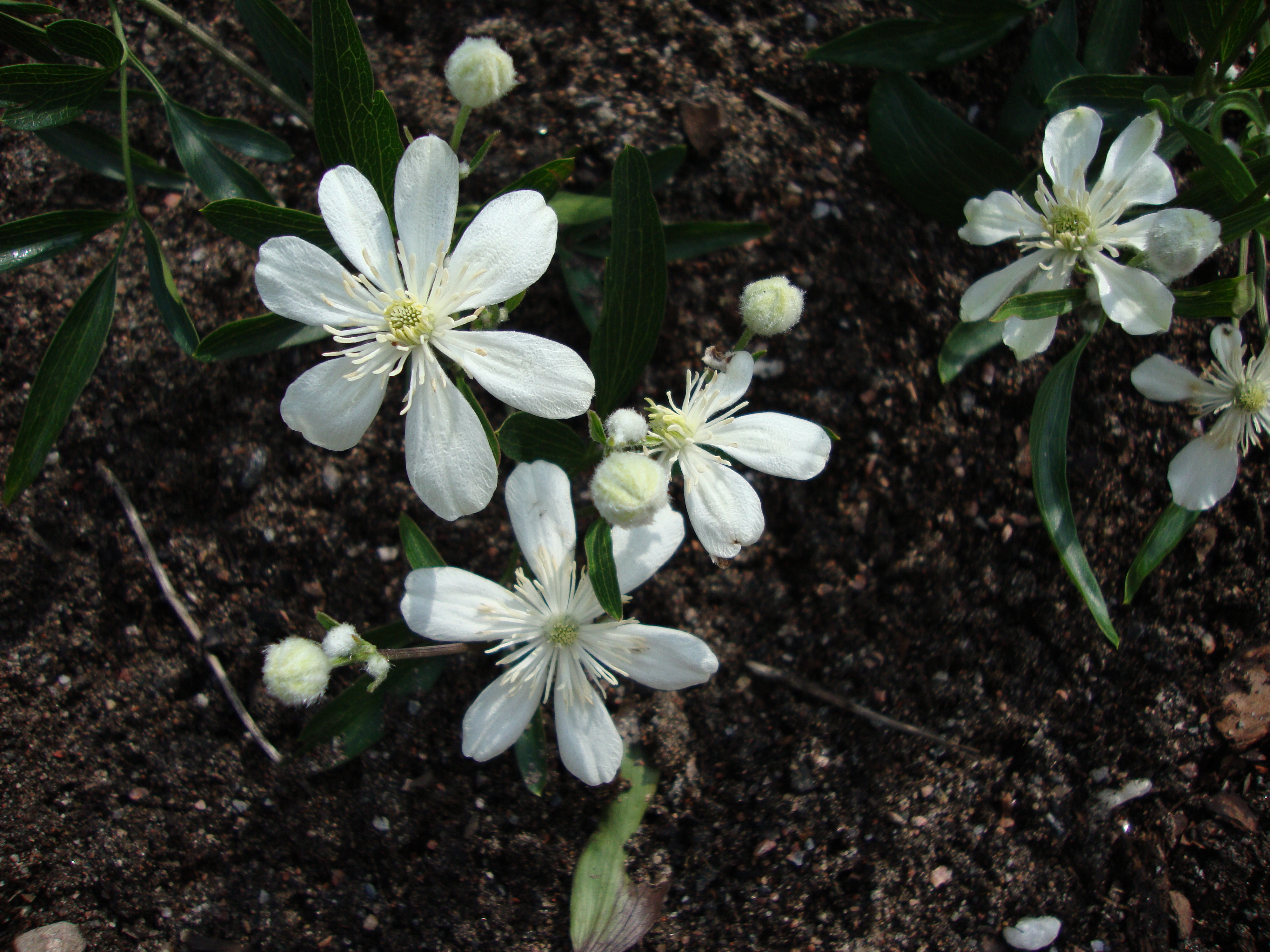
Clematis hexapetala

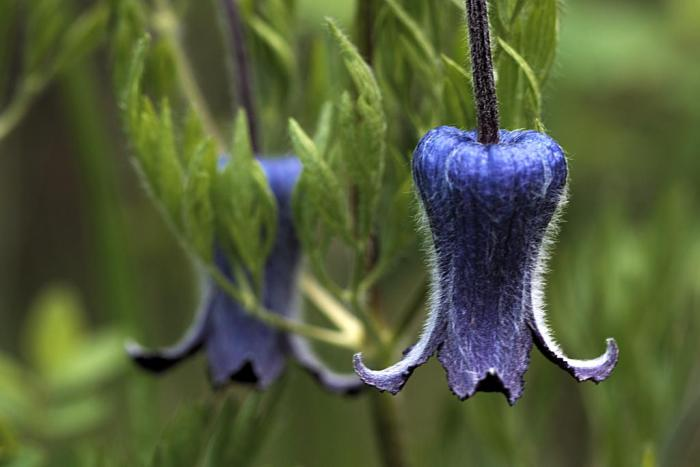
Clematis hirsutissima

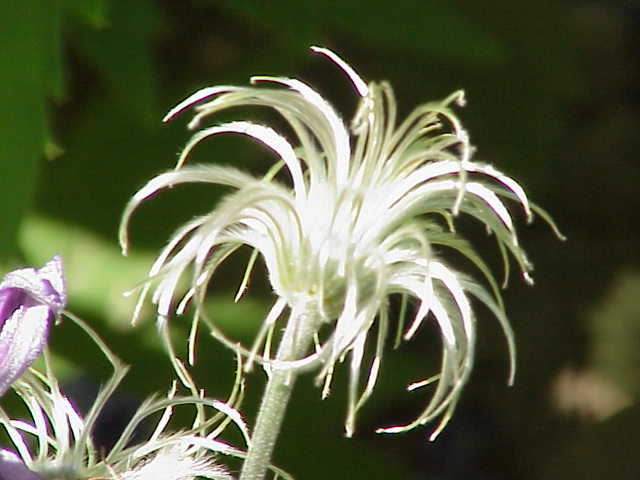
Réti iszalag (Clematis integrifolia)

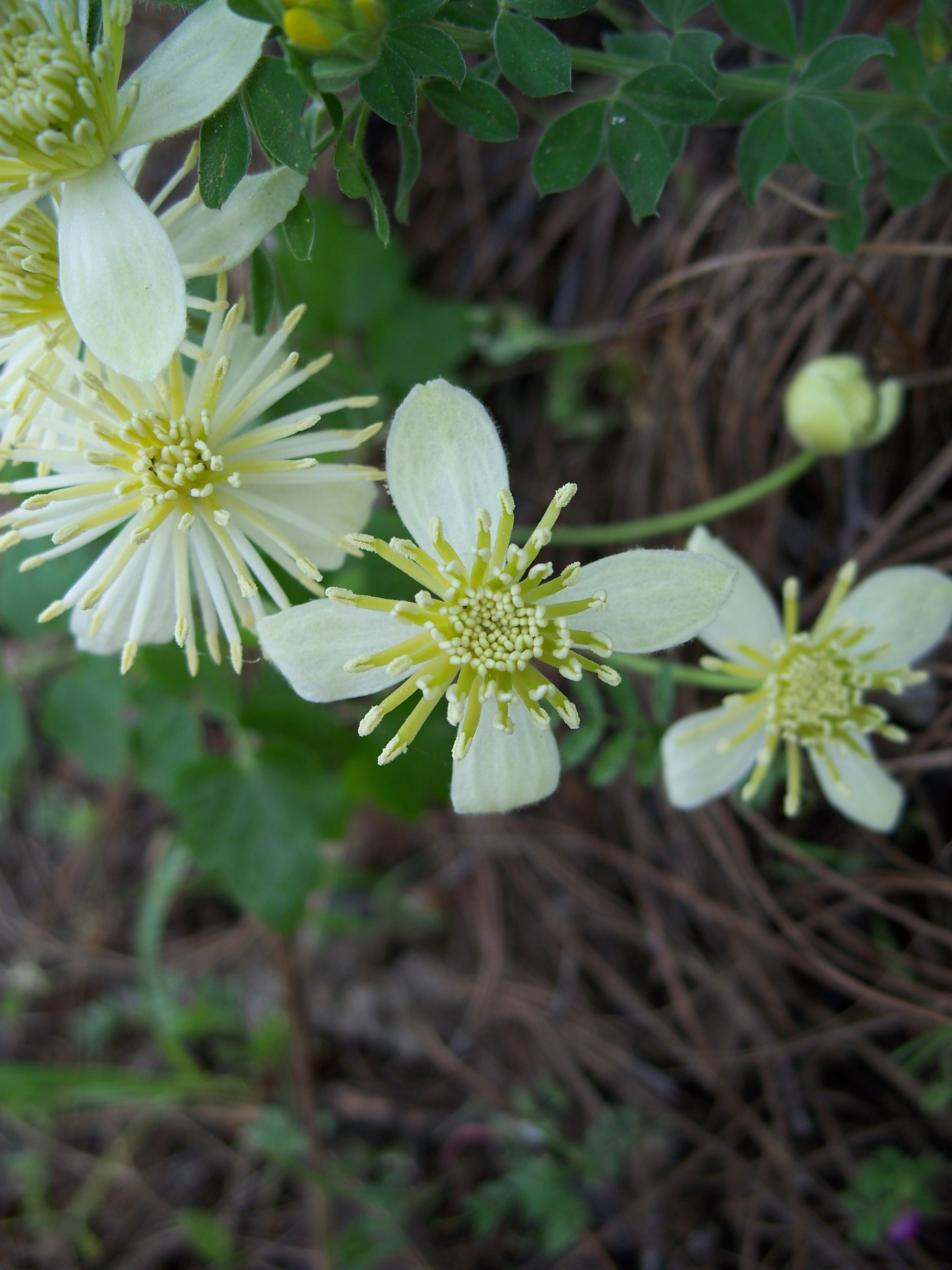
Clematis lasiantha

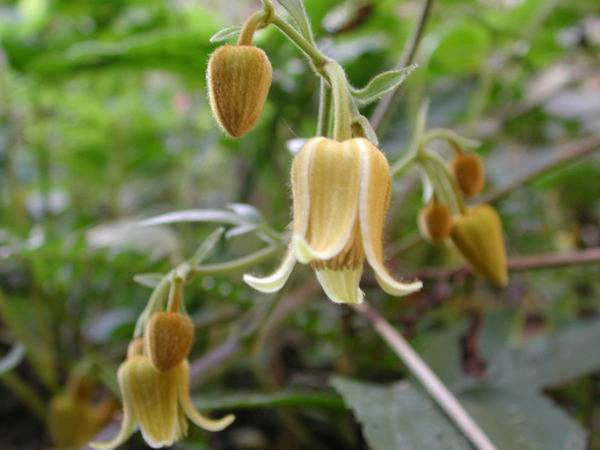
Clematis leschenaultiana

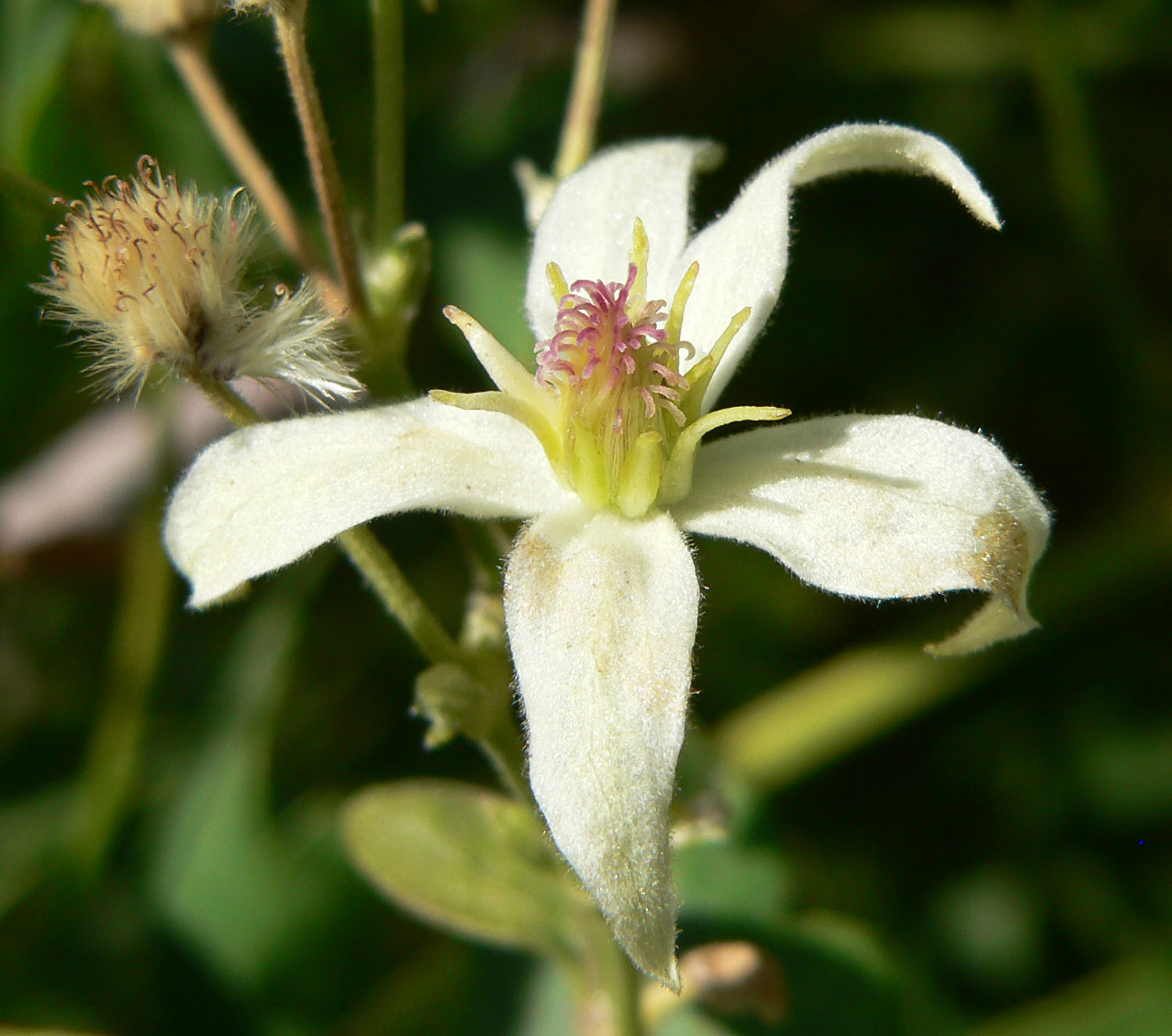
Clematis ligusticifolia

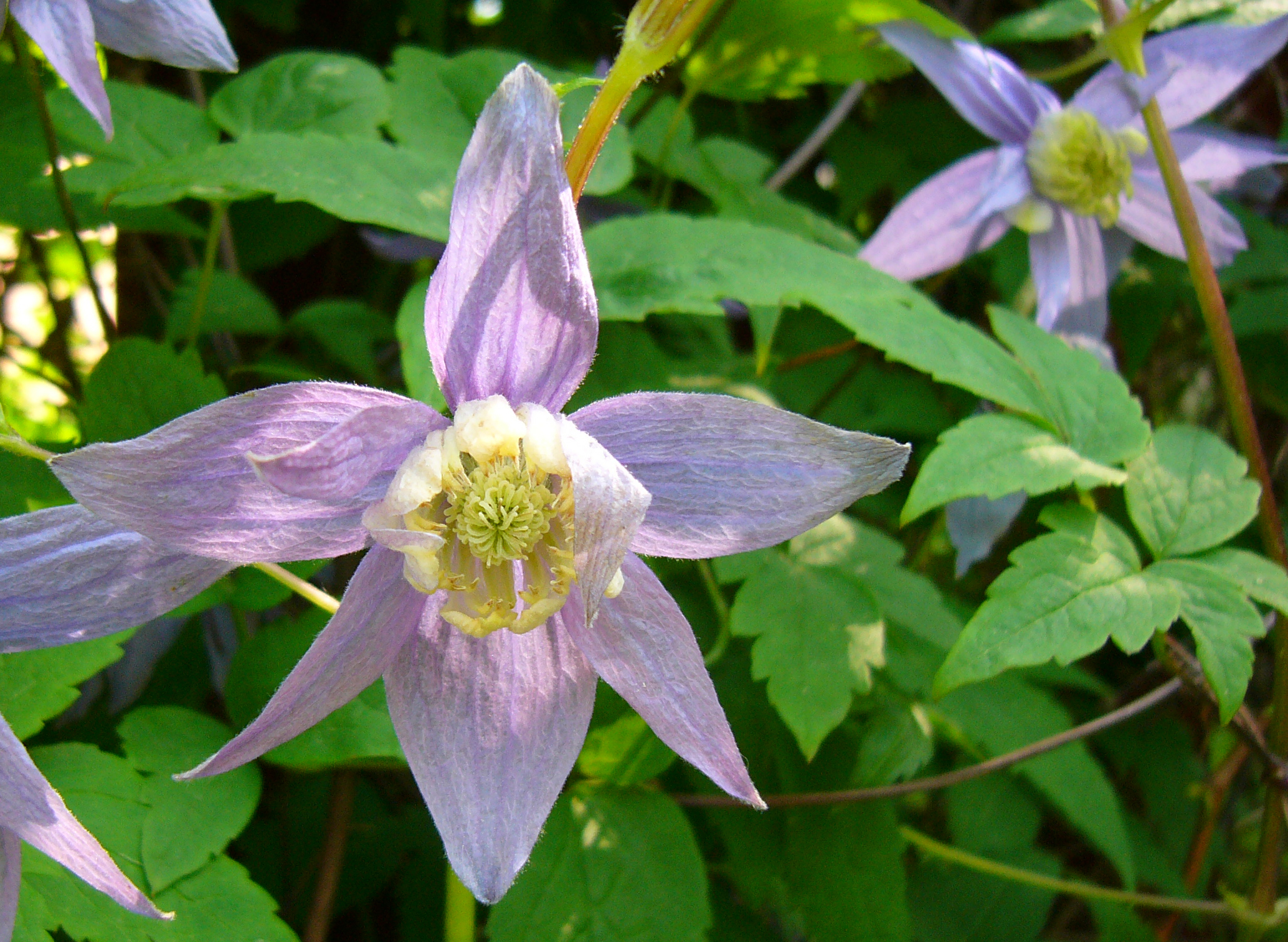
Clematis macropetala

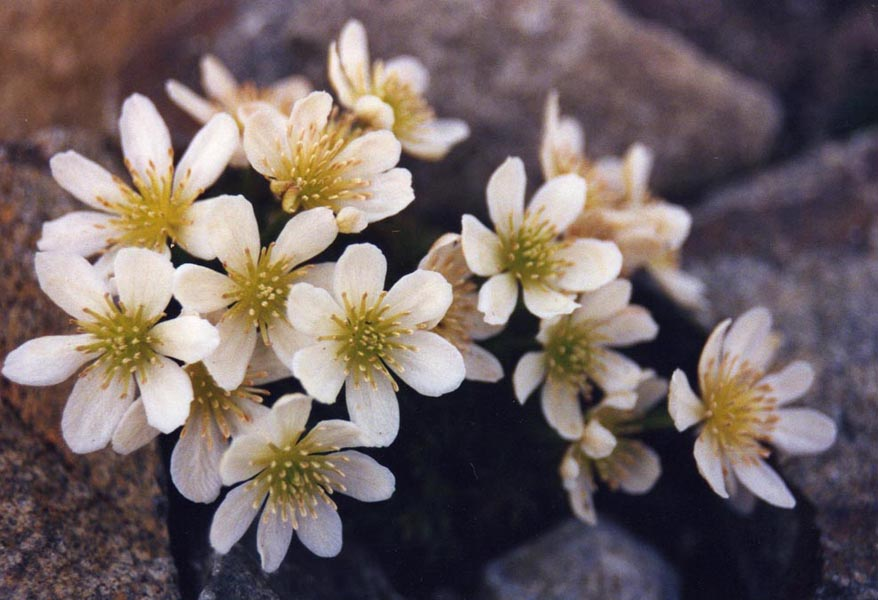
Clematis marmoraria

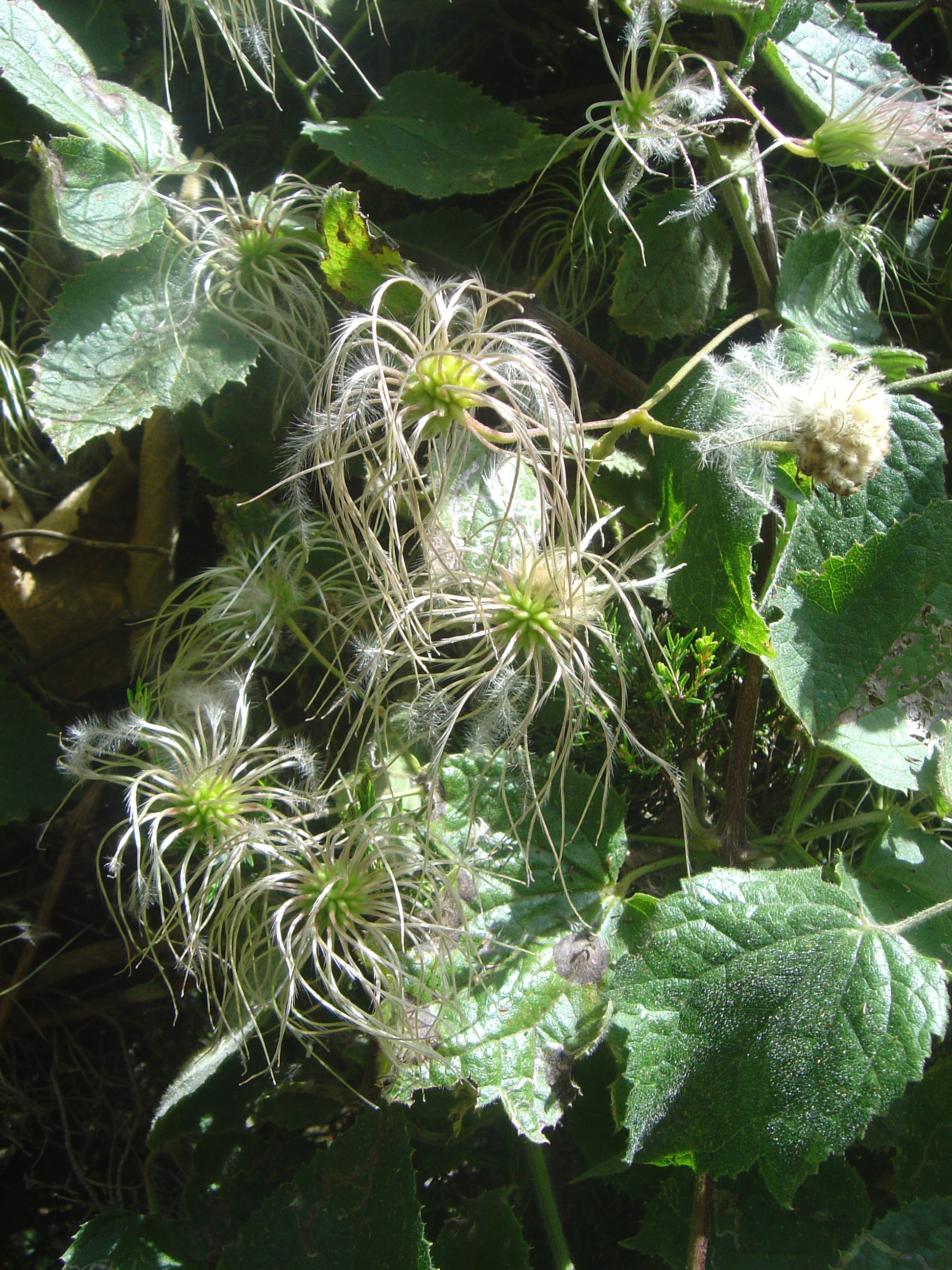
Clematis mauritiana

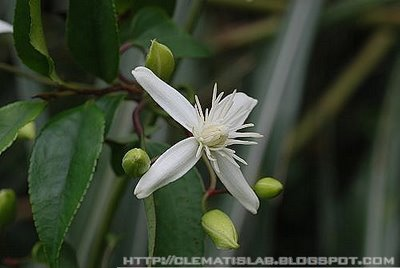
Clematis meyeniana

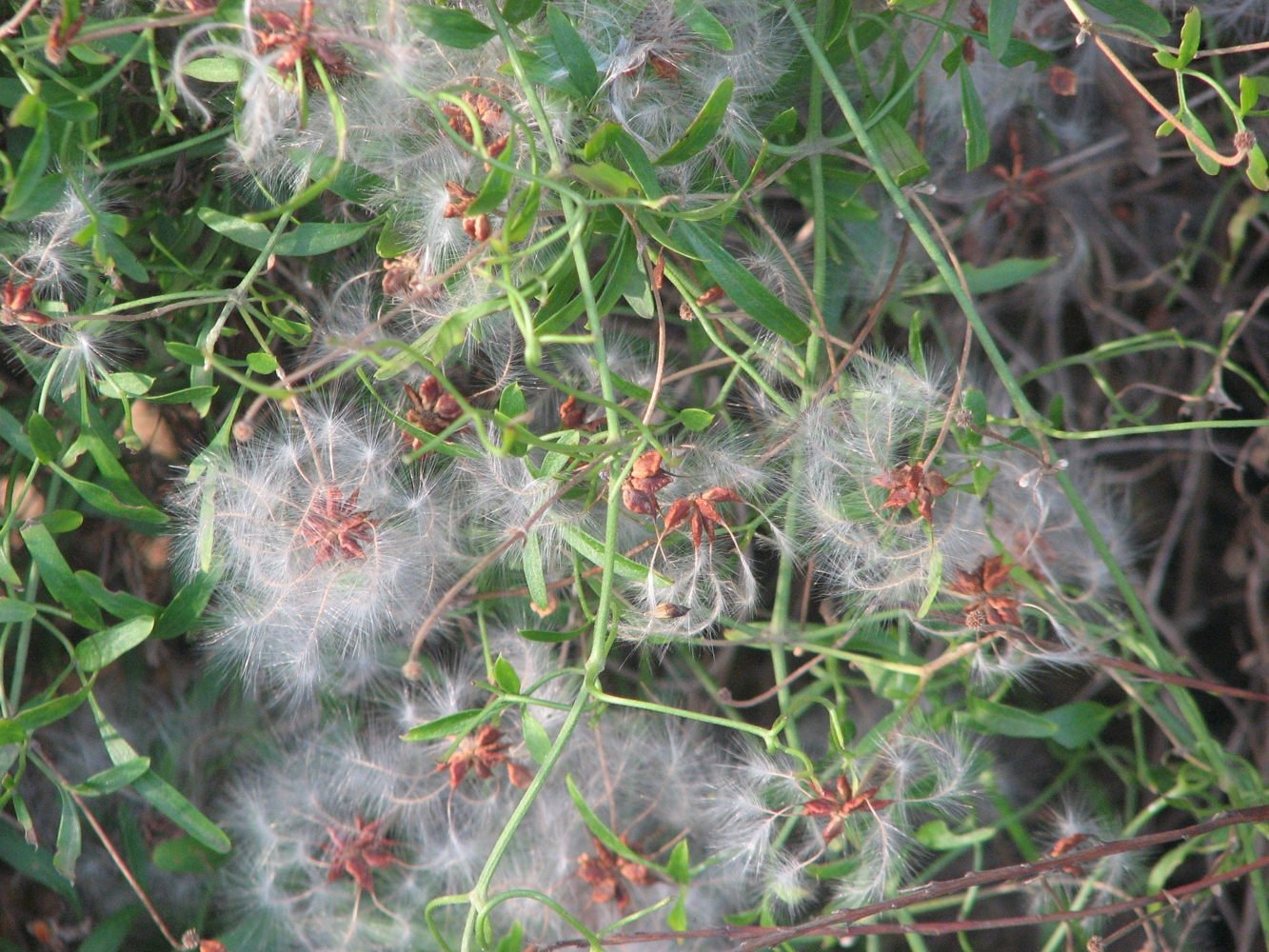
Clematis microphylla

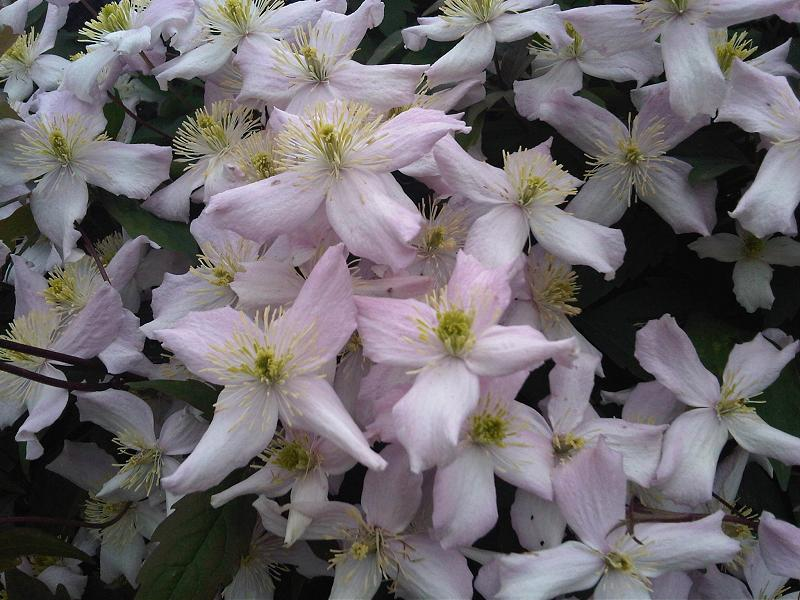
Hegyi iszalag (Clematis montana)

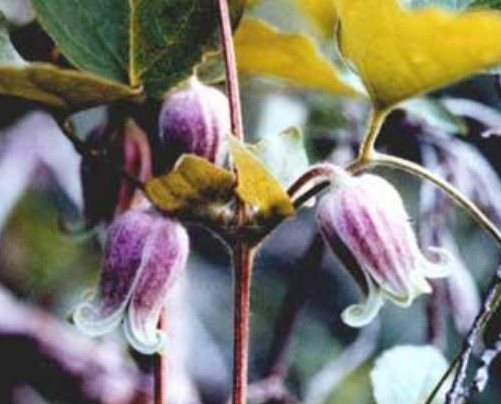
Clematis morefieldii

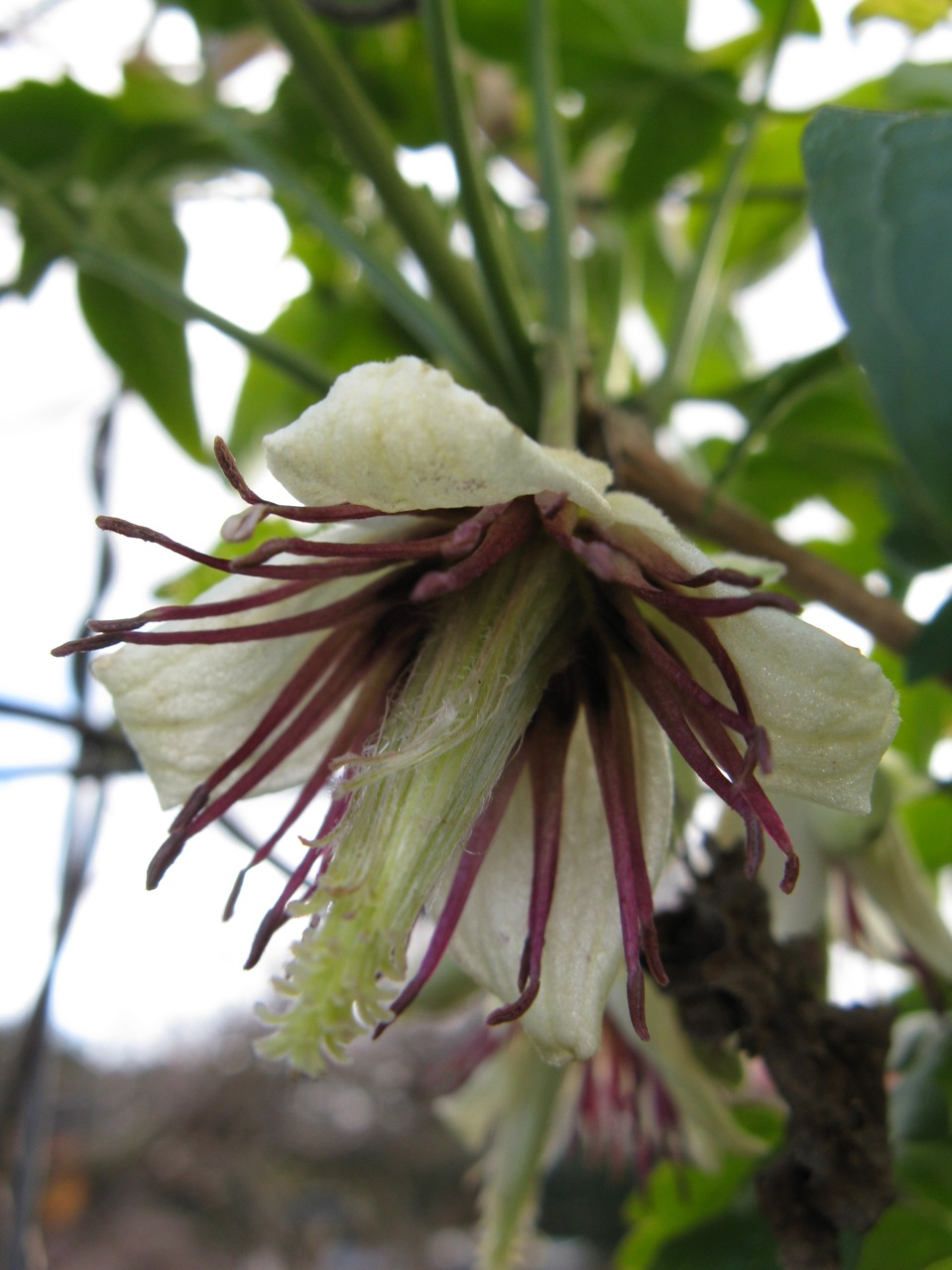
Clematis napaulensis

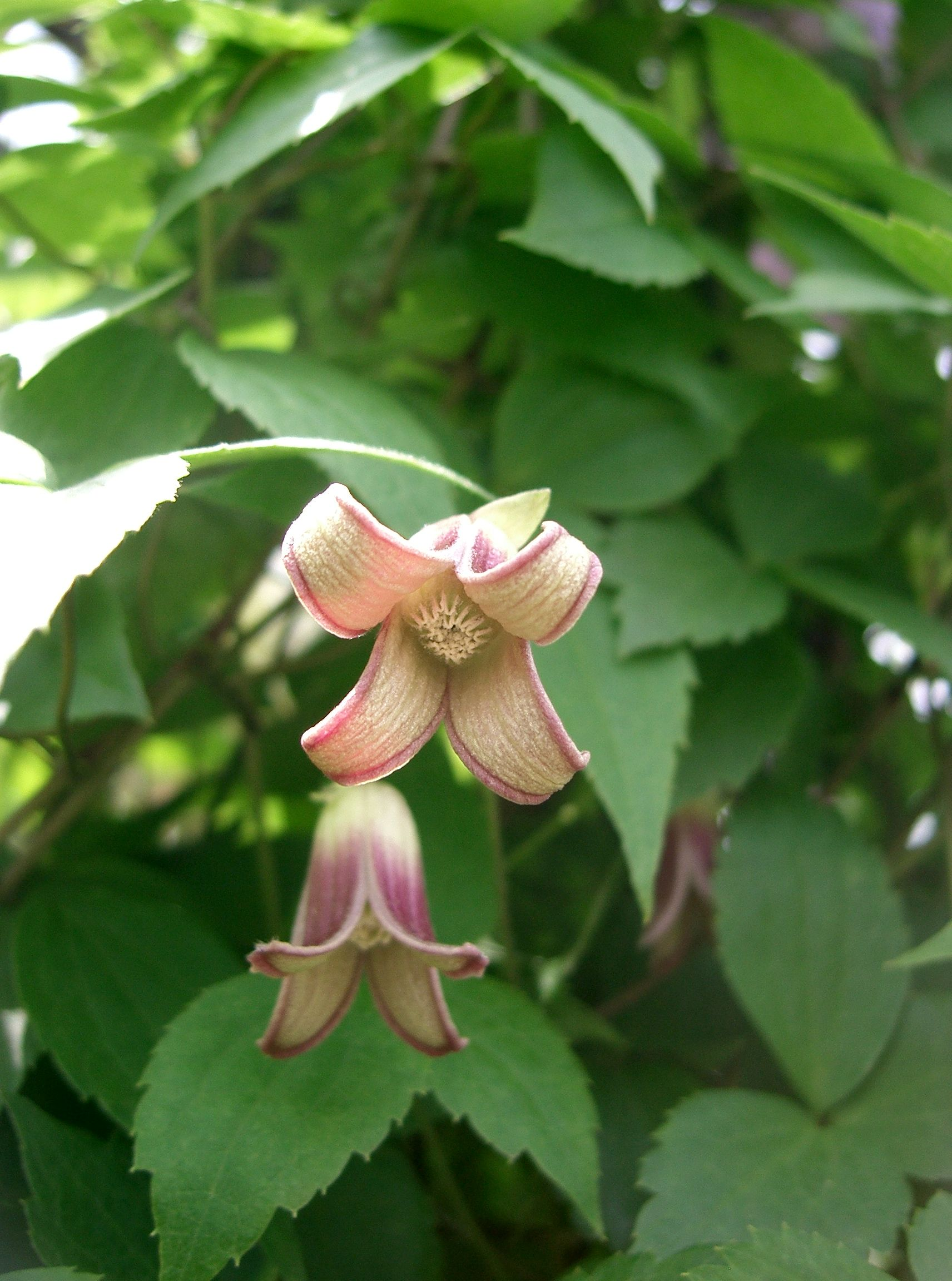
Clematis obvallata

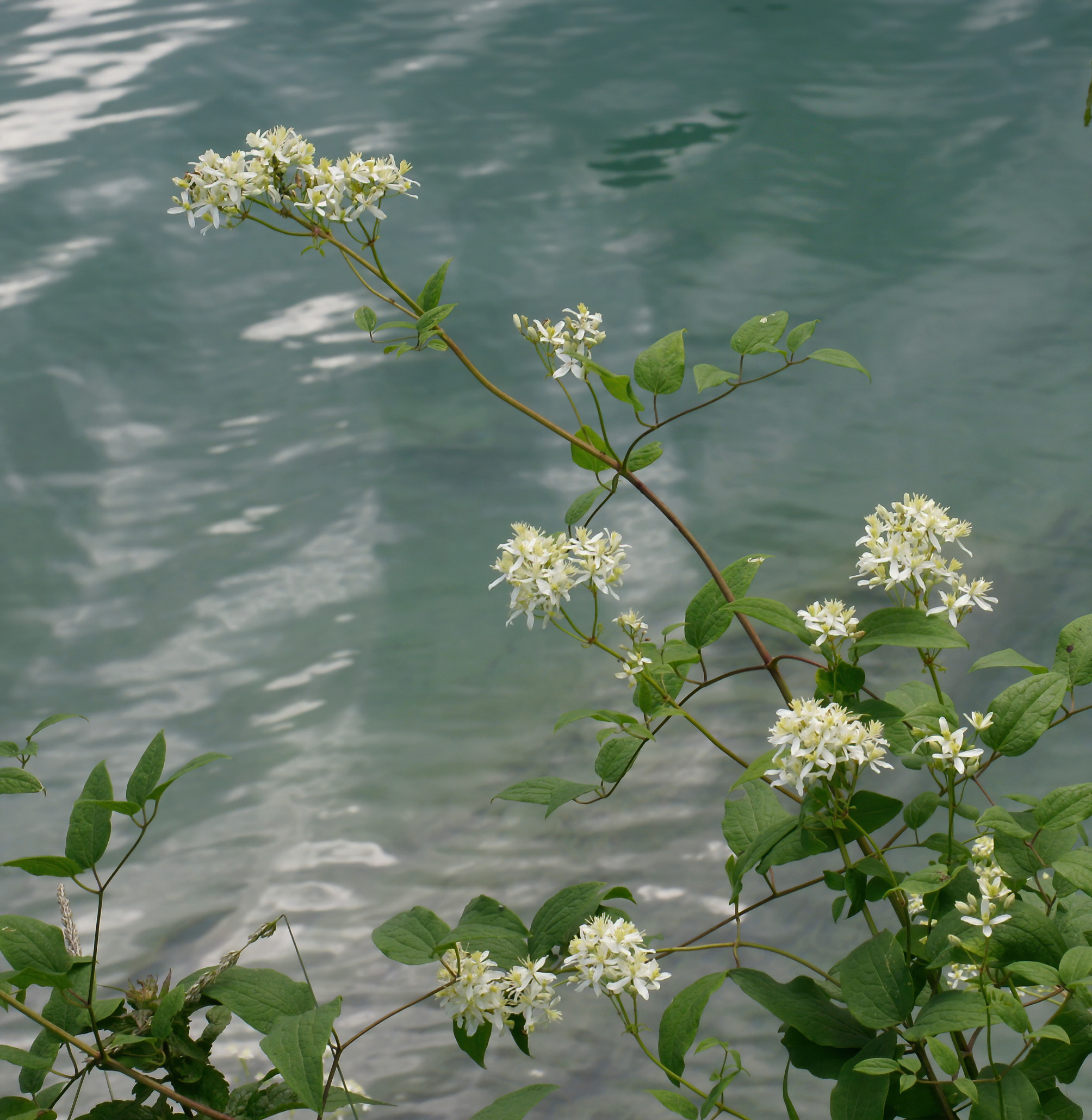
Clematis recta

Az iszalag (Clematis) a boglárkavirágúak (Ranunculales) rendjébe, ezen belül a boglárkafélék (Ranunculaceae) családjába tartozó nemzetség.
A legtöbb iszalag-faj Kínából és Japánból származik, azonban a Föld más részein is számos faj található. A hibrideket szívesen termesztik kertekben és parkokban. Az egyik legrégebbi és legkedveltebb hibrid a kerti iszalag (Clematis x jackmanii), amely már 1862-től létezik. Évente több új hibridet fejlesztenek ki.

## Nevük
A Clematis az ógörög nyelvből származik; jelentése: „mászkáló növény”.

## Megjelenésük
Ez a nemzetség, elterülő, elfásult kúszónövényekből áll, amelyeken számos inda található. Amíg nem telik el néhány év, a fás szárak eléggé törékenyek. Leveleik keresztben átellenesek, és kisebb levélkékre oszlanak. A leveles, indás szárakkal kúsznak a növények. Egyes fajok bokrosak, míg mások, mint amilyen a felálló iszalag (Clematis recta) lágyszárú, évelő növények. A mérsékelt övön élő fajok lombhullatók, míg a melegebb égöveken élők örökzöldek. A hűvös, nedves talajt kedvelik. Az erős napsütésben érzik jól magukat.
A rügyezés és virágzás fajtól függően változó. A tavasszal nyílók virágai az elmúlt évi szárakon jelennek meg; a nyáron és ősszel bimbózók virágai csak az új hajtások végein láthatóak; vannak olyan fajok is, amelyek kétszer is virágzanak, ez utóbbiak az elmúlt évin, de az új szárakon is növesztenek virágot.

## Életmódjuk
A legtöbb iszalag-faj az északi félgömb mérsékelt övén él, közülük csak kevés található meg a trópusokon. Leveleik sokféle lepke-faj hernyójának szolgálnak táplálékul, köztük a Peribatodes rhomboidariának is.

## Történetük dísznövényként
A Kínából származó vadon nőtt iszalagok a 17. századig átkerültek Japánba is. A Japán kertekből való kiválasztott fajták voltak az elsők, amelyeket a 18. században Európába is betelepítettek. A kertekből ismert eredeti kínai vad állományokat csak a 19. század végén fedezték fel.

## Felhasználásuk és mérgük
Az európai iszalag-fajoknak nincs gyógyszernövényi értékük. A Vadnyugaton a Clematis ligusticifolia iszalagot „borsindának” nevezték, mivel magjait és idősebb leveleit a bors hiányában használták; az amerikaiak a tippet a korábbi spanyol telepesektől kapták, akik „yerba de chivato”-nak nevezték. A nemzetség összes képviselője tartalmaz illóolajokat és olyan anyagokat, amelyek irritálják a bőrt. A borstól és a paprikától eltérően, a C. ligusticifolia nagy mennyiségű fogyasztása hasvérzést eredményez, mivel tulajdonképpen mérgező növényről van szó. Mielőtt a növénnyel foglalkoznánk, célszerű kesztyűt húzni. Habár mérgező növények, a bennszülött amerikaiak kis mértékben fogyasztották fejfájás és idegbajok gyógyítására. A bőr gyógyítására is használták. A Bach-virágterápiában az iszalagnak is szerepe van.

## Kártevői és betegségei
Az iszalagokat mindössze néhány kártevő és betegség pusztítja. A Phoma clematidina nevű gomba a növények szárait támadja meg, és emiatt egész ágak száradnak el, azonban egyes fajok képesek ellenállni a fertőzésnek. Egyéb kártevői és betegségei: Blumeria graminis, vírusok, szárazföldi csupaszcsigák, főcsigák, pajzstetvek, levéltetvek, fülbemászók és fitoplazma, amely az úgyneveztt „zöld virág betegség”-et okozza.

## Fajok
Az alábbi lista a  theplantlist.org szerint van készítve és benne 372 faj van elfogadva:
- Clematis acapulcensis Hook. & Arn.
- Clematis acerifolia Maxim.
- Clematis actinostemmatifolia W.T.Wang
- Clematis acuminata DC.
- Clematis acutangula Hook.f. & Thomson
- Clematis addisonii Britton ex Vail
- Clematis aethusifolia Turcz.
  - Clematis aethusifolia var. aethusifolia
- Clematis affinis A.St.-Hil.
- Clematis afoliata Buchanan
- Clematis africolineariloba W.T.Wang
- Clematis akebioides (Maxim.) H.J.Veitch
- Clematis akoensis Hayata
- Clematis albicoma Wherry
- Clematis alborosea Ulbr.
- havasi iszalag (Clematis alpina) (L.) Mill.
- Clematis alternata Kitam. & Tamura
- Clematis andersonii (C.B.Clarke ex Kuntze) H.Eichler
- Clematis antonii (Elmer) L.Eichler
- Clematis apiculata Hook.f. & Thomson
- Clematis apiifolia DC.
  - Clematis apiifolia var. argentilucida (H.Lév. & Vaniot) W.T.Wang
- Clematis archboldiana Merr. & L.M.Perry
- Clematis aristata R.Br. ex Ker Gawl.
- Clematis armandii Franch.
- Clematis baldwinii Torr. & A.Gray
- Clematis baominiana W.T.Wang
- Clematis barbellata Edgew.
  - Clematis barbellata var. obtusa Kitam. & Tamura
- Clematis bigelovii Torr.
- Clematis bojeri Hook.
  - Clematis bojeri var. anethiflora (Hook.) M.Johnson
- Clematis bonariensis Juss. ex DC.
- Clematis boninensis Hayata
- Clematis bourdillonii Dunn
- Clematis bowkeri Burtt Davy ex W.T.Wang
- Clematis brachiata Thunb.
- Clematis brachystemon Gunn ex W.T.Wang
- Clematis brachyura Maxim.
- Clematis bracteolata Tamura
- Clematis brasiliana DC.
- Clematis brevicaudata DC.
  - Clematis brevicaudata var. brevicaudata
- Clematis brevipes Rehder
- Clematis buchananiana DC.
- Clematis burmanica Lace
- Clematis cadmia Buch.-Ham. ex Hook.f. & Thomson
- Clematis caleoides Standl. & Steyerm.
- Clematis campaniflora Brot.
- Clematis campestris A.St.-Hil.
- Clematis carrizoensis D.Estes
- Clematis catesbyana Pursh
- Clematis caudigera W.T.Wang
- Clematis chekiangensis C.Pei
- Clematis chengguensis W.T.Wang
- Clematis chinensis Osbeck
  - Clematis chinensis var. anhweiensis (M.C.Chang) W.T.Wang
  - Clematis chinensis var. bipinnata (Tamura) W.T.Wang
  - Clematis chinensis var. fujisanensis (Hisauti & H.Hara) W.T.Wang
  - Clematis chinensis var. vestita (Rehder & E.H.Wilson) W.T.Wang
- Clematis chingii W.T.Wang
- Clematis chiupehensis M.Y.Fang
- Clematis chrysocarpa Welw. ex Oliv.
  - Clematis chrysocarpa subsp. bijuga Brummitt
- Clematis chrysocoma Franch.
- Clematis cinnamomoides W.T.Wang
- bolyhos iszalag (Clematis cirrhosa) L.
- Clematis clarkeana H.Lév. & Vaniot
- Clematis clemensiae H.Eichler
- Clematis clitorioides DC.
- Clematis coactilis (Fernald) Keener
- Clematis coahuilensis D.J.Keil
- Clematis columbiana (Nutt.) Torr. & A.Gray
  - Clematis columbiana var. tenuiloba (A.Gray) J.S.Pringle
- Clematis commutata Kuntze
- Clematis comoresensis W.T.Wang
- Clematis connata DC.
  - Clematis connata var. connata
  - Clematis connata var. pseudoconnata (Kuntze) W.T.Wang
  - Clematis connata var. trullifera (Franch.) W.T.Wang
- Clematis corniculata W.T.Wang
- Clematis courtoisii Hand.-Mazz.
- Clematis craibiana Lace
- Clematis crassifolia Benth.
- Clematis crassipes Chun & F.C.How
- Clematis crassisepala Ohwi
- Clematis crispa L.
- Clematis cruttwellii H.Eichler ex W.T.Wang
- Clematis cunninghamii Turcz.
- Clematis dasyandra Maxim.
- Clematis decipiens H.Eichler ex Jeanes
- Clematis delavayi Franch.
  - Clematis delavayi var. limprichtii (Ulbr.) M.C.Chang
- Clematis delicata H.Eichler ex W.T.Wang
- Clematis dilatata C.Pei
- Clematis dimorphophylla W.T.Wang
- Clematis dingjunshanica W.T.Wang
- Clematis dioica L.
- Clematis dissecta Baker
- Clematis dolichopoda Brenan
- Clematis drummondii Torr. & A.Gray
- Clematis dubia (Endl.) P.S.Green
- Clematis edentata Baker
- Clematis elata Bureau & Franch.
- Clematis elisabethae-carolae Greuter
- Clematis erectisepala L.Xie, J.H.Shi & L.Q.Li
- Clematis falciformis H.Perrier
- Clematis fasciculiflora Franch.
  - Clematis fasciculiflora var. fasciculiflora
- Clematis fawcettii F.Muell.
- Clematis fengii W.T.Wang
- Clematis finetiana H.Lév. & Vaniot
  - Clematis finetiana var. finetiana
  - Clematis finetiana var. lutchuensis (Koidz.) W.T.Wang
- Clematis flabellata Nakai
- illatos iszalag (Clematis flammula) L.
- Clematis flammulastrum Griseb.
  - Clematis flammulastrum var. fuertesii (Urb.) W.T.Wang
- Clematis florida Thunb.
- Clematis foetida Raoul
- Clematis formosana Kuntze
- Clematis forsteri J.F.Gmel.
- Clematis fremontii S.Watson
- Clematis fruticosa Turcz.
  - Clematis fruticosa var. canescens Turcz.
- Clematis fulvicoma Rehder & E.H.Wilson
- Clematis fulvofurfuracea W.T.Wang
- Clematis fusca Turcz.
  - Clematis fusca var. fusca
- Clematis gentianoides DC.
- Clematis gialaiensis Serov
- Clematis glabrifolia K.Sun & M.S.Yan
- Clematis glauca Willd.
- Clematis glaucophylla Small
- Clematis glycinoides DC.
- Clematis gouriana Roxb. ex DC.
- Clematis gracilifolia Rehder & E.H.Wilson
  - Clematis gracilifolia var. gracilifolia
- Clematis grahamii Benth.
- Clematis grandidentata (Rehder & E.H.Wilson) W.T.Wang
  - Clematis grandidentata var. likiangensis (Rehder) W.T.Wang
- Clematis grandiflora DC.
- Clematis grandifolia (Staner & J.Léonard) M.Johnson
- Clematis grata Wall.
- Clematis gratopsis W.T.Wang
- Clematis graveolens Lindl.
- Clematis grewiiflora DC.
- Clematis grossa Benth.
- Clematis guadeloupae Pers.
- Clematis haenkeana C.Presl
- Clematis hagiangensis N.T.Do
- Clematis hainanensis W.T.Wang
- Clematis hancockiana Maxim.
- Clematis hastata Finet & Gagnep.
- Clematis hedysarifolia DC.
- Clematis henryi Oliv.
  - Clematis henryi var. morii (Hayata) T.Y.Yang & T.C.Huang
- Clematis heracleifolia DC.
  - Clematis heracleifolia var. urticifolia (Nakai ex Kitag.) U.C.La
- Clematis herrei H.Eichler
- Clematis hexapetala Pall.
  - Clematis hexapetala var. hexapetala
  - Clematis hexapetala var. tchefouensis (Debeaux) S.Y.Hu
- Clematis heynei M.A.Rau & al.
- Clematis hilariae Kovalevsk.
- Clematis hirsuta Guill. & Perr.
- Clematis hirsutissima Pursh
- Clematis hoffmannii Vatke
- Clematis hothae Kurz
- Clematis huchouensis Tamura
- Clematis hupehensis Hemsl. & E.H.Wilson
- Clematis ianthina Koehne
- Clematis ibarensis Baker
- Clematis iliensis Y.S.Hou & W.H.Hou
- Clematis incisodenticulata W.T.Wang
- Clematis insidiosa Baill.
- réti iszalag (Clematis integrifolia) L.
- Clematis intraglabra W.T.Wang
- Clematis intricata Bunge
  - Clematis intricata var. intricata
- Clematis ispahanica Boiss.
- kerti iszalag (Clematis × jackmanii) T.Moore
- Clematis japonica Thunb.
- Clematis javana DC.
- Clematis jeypurensis Bedd. ex W.T.Wang
- Clematis jialasaensis W.T.Wang
- Clematis jingdungensis W.T.Wang
- Clematis jinzhaiensis Z.W.Xue & X.W.Wang
- Clematis kakoulimensis Schnell
- Clematis khasiana (Brühl) W.T.Wang
- Clematis kirilowii Maxim.
  - Clematis kirilowii var. chanetii (H.Lév.) Hand.-Mazz.
  - Clematis kirilowii var. kirilowii
- Clematis kockiana C.K.Schneid.
- Clematis koreana Kom.
  - Clematis koreana var. biternata Nakai
  - Clematis koreana var. carunculosa (Gagnep.) Tamura
- Clematis korthalsii H.Eichler
- Clematis kweichouwensis C.Pei
- Clematis ladakhiana Grey-Wilson
- Clematis lancifolia Bureau & Franch.
- Clematis lanuginosa Lindl.
- Clematis lasiandra Maxim.
- Clematis lasiantha Nutt.
- Clematis laxistrigosa (W.T.Wang & M.C.Chang) W.T.Wang
- Clematis leptophylla (F.Muell.) H.Eichler
- Clematis leschenaultiana DC.
- Clematis liboensis Z.R.Xu
- Clematis ligusticifolia Nutt.
- Clematis linearifolia Steud.
- Clematis linearifoliola W.T.Wang
- Clematis lingyunensis W.T.Wang
- Clematis longicauda Steud. ex A.Rich.
- Clematis longipes Freyn
- Clematis longistyla Hand.-Mazz.
- Clematis loureiroana DC.
- Clematis lushuiensis W.T. Wang
- Clematis macgregorii Merr.
- Clematis macropetala Ledeb.
  - Clematis macropetala var. albiflora (Maxim. ex Kuntze) Hand.-Mazz.
- Clematis macrophylla (J.Raynal) W.T.Wang
- Clematis malacoclada W.T.Wang
- Clematis malacocoma W.T.Wang
- Clematis manipurensis (Brühl) W.T.Wang
- Clematis marata Armstr.
- Clematis marmoraria Sneddon
- Clematis mashanensis W.T.Wang
- Clematis mauritiana Lam.
- Clematis menglaensis M.C.Chang
- Clematis methifolia Hook.
- Clematis metouensis M.Y.Fang
- Clematis meyeniana Walp.
  - Clematis meyeniana var. granulata Finet & Gagnep.
  - Clematis meyeniana var. meyeniana
- Clematis microcuspis Baker
- Clematis microphylla DC.
- Clematis millefoliata Eichler
- Clematis moisseenkoi (Serov) W.T.Wang
- Clematis mollissima (Hallier f.) H.Eichler
- hegyi iszalag (Clematis montana) Buch.-Ham. ex DC.
- Clematis morefieldii Kral
- Clematis multistriata H.Eichler
- Clematis munroiana Wight
- Clematis nagaensis W.T.Wang
- Clematis nainitalensis W.T.Wang
- Clematis nannophylla Maxim.
  - Clematis nannophylla var. nannophylla
- Clematis napaulensis DC.
- Clematis napoensis W.T.Wang
- Clematis ningjingshanica W.T.Wang
- Clematis nobilis Nakai
- Clematis novocaledoniaensis W.T.Wang
- Clematis nukiangensis M.Y.Fang
- Clematis obliqua (Small) C.K. Schneid.
- Clematis obscura Maxim.
- Clematis obtusifolia R.Br. ex W.T.Wang
- Clematis obvallata (Ohwi) Tamura
- Clematis occidentalis (Hornem.) DC.
  - Clematis occidentalis var. grosseserrata (Rydb.) J.S.Pringle
- Clematis ochroleuca Aiton
- Clematis oligophylla Hook.
- Clematis orientalis L.
  - Clematis orientalis var. orientalis
  - Clematis orientalis subsp. wightiana (Wall.) H. Perrier
- Clematis otophora Franch. ex Finet & Gagnep.
- Clematis pamiralaica Grey-Wilson
- Clematis paniculata J.F.Gmel.
  - Clematis paniculata var. dioscoreifolia (H. Lév. & Vaniot) Rehder
- Clematis papillosa H.Eichler
- Clematis papuasica Merr. & L.M.Perry
- Clematis papuligera Ohwi
- Clematis parviloba Gardner & Champ.
  - Clematis parviloba var. bartlettii (Yamam.) W.T.Wang
- Clematis pashanensis (M.C.Chang) W.T.Wang
  - Clematis pashanensis var. latisepala (M.C.Chang) W.T.Wang
- Clematis patens C.Morren & Decne.
  - Clematis patens subsp. tientaiensis M.Y.Fang
- Clematis pauciflora Nutt.
- Clematis perrieri H.Lév.
- Clematis peruviana DC.
- Clematis peterae Hand.-Mazz.
  - Clematis peterae var. lishanensis (A.T.Y.Yang & T.C.Huang) W.T.Wang
  - Clematis peterae var. peterae
- Clematis petriei Allan
- Clematis phanerophlebia Merr. & L.M.Perry
- Clematis phlebantha L.H.J.Williams
- Clematis pianmaensis W.T.Wang
- Clematis pickeringii A.Gray
- Clematis pierotii Miq.
- Clematis pimpinellifolia Hook.
- Clematis pinchuanensis W.T.Wang & M.Y.Fang
  - Clematis pinchuanensis var. tomentosa (Finet & Gagnep.) W.T.Wang
- Clematis pingbianensis W.T.Wang
- Clematis pinnata Maxim.
- Clematis pitcheri Torr. & A.Gray
  - Clematis pitcheri var. dictyota (Greene) W.M.Dennis
- Clematis plukenetii DC.
- Clematis pogonandra Maxim.
- Clematis polygama Jacq.
- Clematis populifolia Turcz.
- Clematis potaninii Maxim.
- Clematis pseudoflammula Schmalh. ex Lipsky
- Clematis pseudokoreana R.J.Im & U.C.La
- Clematis pseudootophora M.Y.Fang
- Clematis pseudopogonandra Finet & Gagnep.
- Clematis pseudoscabiosifolia H.Perrier
  - Clematis pseudoscabiosifolia var. sericeopannosa (W.T.Wang) W.T.Wang
- Clematis psilandra Kitag.
- Clematis pterantha Dunn
- Clematis puberula Hook.f. & Thomson
  - Clematis puberula var. ganpiniana (H.Lév. & Vaniot) W.T.Wang
  - Clematis puberula var. puberula
  - Clematis puberula var. subsericea (Rehder & E.H.Wilson) W.T.Wang
  - Clematis puberula var. tenuisepala (Maxim.) W.T.Wang
- Clematis pubescens Hügel ex Endl.
- Clematis pycnocoma W.T.Wang
- Clematis ranunculoides Franch.
  - Clematis ranunculoides var. ranunculoides
- felálló iszalag (Clematis recta) L.
- Clematis rehderiana Craib
- Clematis repens Finet & Gagnep.
- Clematis reticulata Walter
- Clematis rhodocarpa Rose
- Clematis rhodocarpoides W.T.Wang
- Clematis rigoi W.T.Wang
- Clematis robertsiana Aitch. & Hemsl.
- Clematis roylei Rehder
- Clematis rubifolia C.H.Wright
- Clematis rufa Rose
- Clematis rutoides W.T.Wang
- Clematis sarezica Ikonn.
- Clematis satomiana Kadota
- Clematis sclerophylla W.T.Wang
- Clematis scottii Porter
- Clematis seemannii Kuntze
- Clematis serratifolia Rehder
- Clematis shenlungchiaensis M.Y.Fang
- Clematis shensiensis W.T.Wang
- Clematis siamensis Drumm. & Craib
  - Clematis siamensis var. clarkei (Kuntze) W.T.Wang
  - Clematis siamensis var. monantha (W.T.Wang & L.Q.Li) W.T.Wang & L.Q.Li
  - Clematis siamensis var. siamensis
- Clematis sichotealinensis Ulanova
- Clematis simensis Fresen.
- Clematis simplicifolia Qureshi & Chaudhri
- Clematis sinii W.T.Wang
- Clematis smilacifolia Wall.
  - Clematis smilacifolia var. peltata (W.T.Wang) W.T.Wang
- Clematis socialis Kral
- Clematis songorica Bunge
  - Clematis songorica var. asplenifolia (Schrenk) Trautv.
  - Clematis songorica var. songorica
- Clematis spathulifolia (Kuntze) Prantl
- Clematis speciosa (Makino) Makino
- Clematis staintonii W.T.Wang
- Clematis stans Siebold & Zucc.
  - Clematis stans var. austrojaponensis (Ohwi) Ohwi
- Clematis stenanthera H.Eichler
- Clematis strigillosa Baker
- Clematis subtriloba Nees ex G.Don
- Clematis subtriternata Nakai
- Clematis subumbellata Kurz
- Clematis taeguensis Y.N.Lee
- Clematis takedana Makino
- Clematis tamurae T.Y.A.Yang & T.C.Huang
- Clematis tangutica (Maxim.) Korsh.
  - Clematis tangutica subsp. mongolica Grey-Wilson
- Clematis tashiroi Maxim.
- Clematis tengchongensis W.T. Wang
- Clematis tenuimarginata H.Eichler
- Clematis tenuipes W.T.Wang
- Clematis teretipes W.T.Wang
- Clematis terniflora DC.[12]
  - Clematis terniflora var. garanbiensis (Hayata) M.C.Chang
  - Clematis terniflora var. mandshurica (Rupr.) Ohwi
  - Clematis terniflora var. terniflora
- Clematis teuszii (Kuntze) Engl.
- Clematis texensis Buckley
- Clematis thaiana Tamura
- Clematis thalictrifolia Engl.
- Clematis thalictroides Steud.
- Clematis theobromina Dunn
- Clematis tibetana Kuntze
  - Clematis tibetana var. vernayi (C.E.C.Fisch.) Grey-Wilson
- Clematis tinghuensis C.T.Ting
- Clematis tomentella (Maxim.) W.T.Wang & L.Q.Li
- Clematis tongluensis (Brühl) Tamura
- Clematis tortuosa Wall. ex C.E.C.Fisch.
- Clematis tosaensis Makino
- Clematis tournefortii DC.
- Clematis trichotoma Nakai
- Clematis trifida Hook.
- Clematis tripartita W.T.Wang
- Clematis tsaii W.T.Wang
- Clematis tsugetorum Ohwi
- Clematis tuaensis H.Eichler ex W.T.Wang
- Clematis tunisiatica W.T.Wang
- Clematis turyusanensis U.C.La & Chae G.Chen
- Clematis uhehensis Engl.
- Clematis ulbrichiana Pilg.
- Clematis uncinata Champ. ex Benth.
  - Clematis uncinata var. okinawensis (Ohwi) Ohwi
  - Clematis uncinata var. uncinata
- Clematis urophylla Franch.
- Clematis uruboensis Lourteig
- Clematis vaniotii H.Lév. & C.E.Porter
- Clematis variifolia W.T.Wang
- Clematis venusta M.C.Chang
- Clematis versicolor Small
- Clematis vietnamensis W.T.Wang & N.T.Do
- Clematis villosa DC.
  - Clematis villosa subsp. kirkii (Oliv.) Brummitt
  - Clematis villosa subsp. stanleyi (Hook.) Kuntze
  - Clematis villosa subsp. villosa
- Clematis viorna L.
- Clematis virginiana L.
- Clematis viridiflora Bertol.
- Clematis viridis (W.T.Wang & M.C.Chang) W.T.Wang
- erdei iszalag (Clematis vitalba) L. – típusfaj
- Clematis viticaulis Steele
- olasz iszalag (Clematis viticella) L.[13]
- Clematis zaireensis W.T.Wang
- Clematis zandaensis W.T.Wang
- Clematis zemuensis W.W.Sm.
- Clematis zhejiangensis R.J.Wang
- Clematis zygophylla Hand.-Mazz.
- Clematis qingchengshanica W.T.Wang
- Clematis quadribracteolata Colenso
- Clematis queenslandica W.T.Wang
- Clematis quinquefoliolata Hutch.
- Clematis wallichii W.T.Wang
- Clematis wattii Drumm. & Craib
- Clematis welwitschii Hiern ex Kuntze
- Clematis wenshanensis W.T.Wang
- Clematis wenxianensis W.T.Wang
- Clematis williamsii A.Gray
- Clematis wissmanniana Hand.-Mazz.
- Clematis xiangguiensis W.T.Wang
- Clematis xinhuiensis R.J.Wang
- Clematis yuanjiangensis W.T.Wang
- Clematis yui W.T.Wang
- Clematis yunnanensis Franch.

Az alábbi két növényfajt korábban az iszalagok közé sorolták, de manapság más nemzetségekbe helyezték át:
- Akebia trifoliata (Thunb.) Koidz. (korábban: C. trifoliata Thunb.)
- Naravelia zeylanica (L.) DC. (korábban: C. zeylanica (L.) Poir.)[13]

### Fordítás
- Ez a szócikk részben vagy egészben  a   Clematis című angol Wikipédia-szócikk ezen változatának fordításán alapul.  Az eredeti cikk szerkesztőit annak laptörténete sorolja fel. Ez a jelzés csupán a megfogalmazás eredetét és a szerzői jogokat jelzi, nem szolgál a cikkben szereplő információk forrásmegjelöléseként.